# Althessische Ritterschaft
Die Althessische Ritterschaft ist eine Vereinigung des ehemaligen ritterschaftlichen hessischen Adels, dem auch die vormaligen Landesfürsten aus dem Haus Hessen angehörten. Jedoch hatten die hessischen Landgrafen seit der Reformationszeit ein distanziertes Verhältnis zu ihrer Ritterschaft, die völlig auf das Wohlwollen der Landesherren angewiesen war.
So besteht die Althessische Ritterschaft heute als Stiftung verfasst und unter der Bezeichnung Ritterschaftliches Stift Kaufungen bzw. Stift Kaufungen fort. Das Ritterschaftliche Stift Kaufungen als formaler Zusammenschluss der Althessischen Ritterschaft besteht seit dem Jahr 1532 und ist damit die älteste Stiftung in Hessen. Es hat seinen Sitz im ehemaligen Kloster Kaufungen. Die Mitglieder der Althessischen Ritterschaft sind in einem Matrikelverzeichnis geführt und verwalten das Ritterschaftliche Stift Kaufungen. Nach der Reformation büßte der hessische Ritteradel seine Machtstellung zugunsten der aufkommenden im Fürstendienst stehenden bürgerlichen Führungsschicht ein.
Gegen den aufkommenden landesherrlichen Territorialstaat und den damit verbundenen hoffnungslosen Machtkampf um hergebrachte Rechte und Befugnisse mit den Landgrafen konnte die Althessische Ritterschaft sich nicht behaupten. Innerhalb eines Jahrhunderts verlor der Ritteradel in der Landgrafschaft Hessen seine politische, gesellschaftliche und soziale Bedeutung. Den Landgrafen gelang es, alle Gefahren, welche der territorialen Staatsbildung durch die Ritterschaft drohten, zu beseitigen. Selbst die adelige Gerichtsbarkeit verleibten sich die Landesherren ein.

## Geschichte
Die Stiftung der Althessischen Ritterschaft ist beim Regierungspräsidium Kassel (Stiftungsaufsicht) als Ritterschaftliches Stift Kaufungen registriert und die älteste Stiftung in Hessen. Der Streubesitz des hessischen Ritteradels ließ den Aufbau einer geschlossenen Gerichtsherrschaft nicht zu. Hinzukommend vereitelten die Landgrafen jegliche Bestrebungen der Ritter, ihre Besitzung durch Bauernland zu landwirtschaftlichen Großbetrieben umzubauen.
Die Geldwirtschaft wirkte sich nachteilig auf die finanziellen Verhältnisse der hessischen Ritteradeligen aus, da die Naturalabgaben und Dienste der Bauern ihren Wert gegenüber der Geldvermehrung verloren, dabei duldeten es die Landgrafen nicht, die Belastungen der Bauern zu erhöhen. Durch ihren verantwortungslosen Umgang mit Geld häuften die Ritter hohe Schulden an. Durch ihr Auftreten wollten die Adeligen das Bürgertum in seiner Luxusentfaltung übertrumpfen, um wenigstens so das aristokratische Selbstverständnis zu unterstreichen. Die Kredite für ihren verschwenderischen Lebensstil nahmen die Adeligen bei den Bürgern auf und boten landgräfliche Lehen als Sicherheiten an. Diese Misswirtschaft führte dazu, dass die bürgerlichen Geldgeber ihre Forderungen nicht mehr geltend machen konnten.
„Solche dem Adel unrühmlichen Praktiken“ schob Landgraf Wilhelm IV. einen Riegel vor, indem er die Zwangsvollstreckung auf den Gütern der betreffenden Ritteradeligen durchführen ließ. Selbst dort, wo der hessische Ritteradel noch auf Burgen residierte, führte er das Leben eines Großbauern. Die hessische Ritterschaft leistete sich mit Anna, der Mutter Philipps des Großmütigen, einen erbitterten Machtkampf. Dabei wurde der Regentin vorgeworfen sie wolle die Ritter in die Leibeigenschaft drücken. Die Privilegierung des Ritteradels wurde im Hessen des 16. Jahrhunderts zunehmend dezimiert und die Ritterschaft war, was ihren Stand anbelangte, völlig von der Gnade des Landgrafen abhängig.

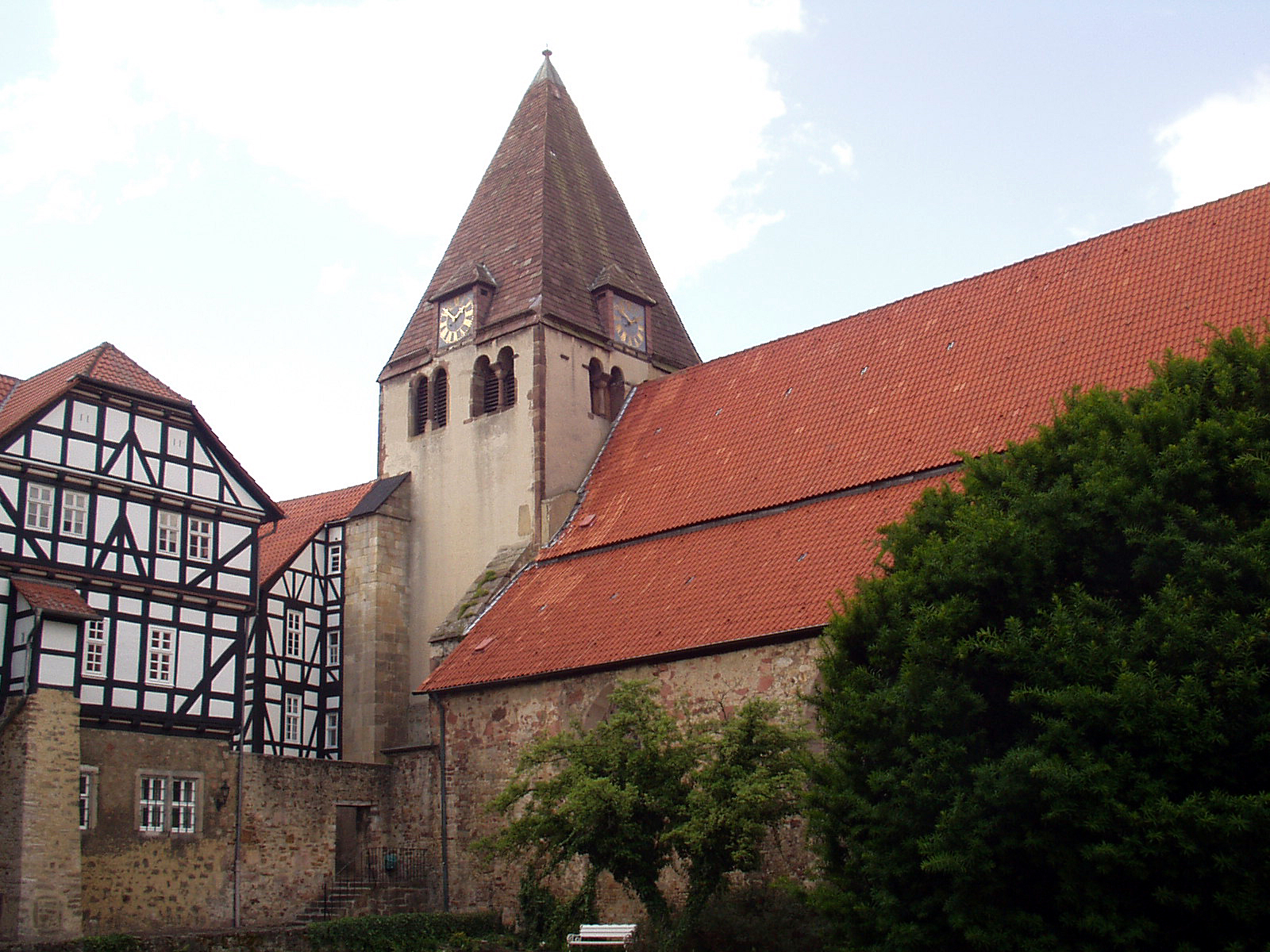
Ehemaliges Kloster Kaufungen, seit 1532 Sitz der Hessischen Ritterschaft

Im Jahr 1527 schloss Landgraf Philipp von Hessen im Zuge der Reformation unter anderem das Kloster Kaufungen, 1532 wurden die Klöster Wetter und Kaufungen zum Stift Kaufungen und Wetter vereint und an die hessische Ritterschaft übergeben. Philipp der Großmütige duldete hingegen keine ritteradelige Willkür gegen seine Untertanen. Wurden hessische Eigenleute von willkürlichen Ansprüchen des Niederadels bedroht, griffen die landgräflichen Beamten scharf ein. Zur zweiten Hälfte des 16. Jahrhunderts häuften sich die Beschwerden der Bauern an den Landgrafen gegen die Willkür des hessischen Ritteradels an. Die Verfügungsgewalt der Grundherren wurde durch die Landgrafen eingeschränkt.
Ferner untergruben die hessischen Landgrafen die adelige Gerichtsherrschaft, deren Ausübung in Streubesitz sowieso nicht möglich war. So war es ein Befehl des Landgrafen, dass hessische Beamte die Untertanen vor einer Traktierung durch die Ritteradeligen zu schützen hatten. Um ihre Gerichtsbarkeit führten die Ritter einen erbitterten Kleinkrieg mit den landgräflichen Beamten. Schließlich hatten im 18. Jahrhundert nur noch vier ritteradelige Familien in vier Orten den Blutbann in Händen. Militärisch hatte der landsässige hessische Ritteradel im 16. Jahrhundert keine Bedeutung mehr, weshalb er durch die Landgrafen zur Steuer in diesem Bereich herangezogen wurde.
Dem Adel war es in den hessischen Landgrafschaften seit 1573 nicht mehr gestattet, Bauerngüter zu erwerben, die dem Landgrafen zinsbar waren. Dieser wirksame Bauernschutz des hessischen Landesherrn führte zum wirtschaftlichen Niedergang der Rittergüter. Landgraf Wilhelm ging sogar dazu über, freie adelige Höfe in den Dörfern, auf denen keine Frondienste lasteten, zu solchen heranzuziehen. Die Landgrafen setzten mit ihren Maßnahmen einen politischen Riegel vor die Bestrebungen des Ritteradels, die sozialen und wirtschaftlichen Verhältnisse der Bauern zu verschlechtern. Die folge war, dass die Ritterfamilien verarmten, ihre Rittergüter verkauften und sich „zu den Bauern bestatteten“ oder sich in die Dienste fremder Fürsten begaben. Nur die fundamentale Opposition verhinderte, dass landgräfliche Beamte die Steuereinnahmen der hessischen Ritterschaft kontrollierten und diese selbst zur Türkensteuer herangezogen wurde.
Errichtet wurde das Stift Kaufungen auch, um die nach der Aufhebung der Klöster unversorgt gebliebenen ledigen adligen Damen zu unterstützen. Bereits zur zweiten Hälfte des 16. Jahrhunderts gab es hessische Adelige, die mit Bürgerlichen in Wilder Ehe zusammenlebten. Zudem diente das Stift zur Absicherung der weiteren ritterschaftlichen Familienmitglieder. Die Althessische Ritterschaft bestand nach der Hessischen Erbteilung in beiden Fürstentümern, Hessen-Kassel und Hessen-Darmstadt, fort. Zeitweilig existierte für Hessen-Darmstadt das Südstift. Hilfsbedürftige Familienmitglieder aus dem Kreis der Althessischen Ritterschaft, die Kurhessische Diakonie und verschiedene mildtätige Zwecke sowie weitere bedürftige Personen aus Hessen werden durch Zuwendungen aus dem Vermögen der Stiftung unterstützt.
Die Kinder aus den Wilden Ehen zwischen Adeligen und Bürgerlichen versuchten nach erfolgter Legitimation den ihnen zustehenden Erbteil aus den Familiengütern zu erlangen. Deshalb trugen die hessischen Ritteradeligen die Bitte an Landgraf Philipp heran, die Ehre, Reputation, den Leib und die Güter des Adels vor  „leichtfertigen losen Buben“ zu schützen, die adelige Töchter ehelichten und Adelige, die sich gegen den Willen ihrer Familie verheirateten, die Unterstützung aus dem Stift Kaufungen zu entsagen. Dieser Bitte kam der Landgraf nicht nach, was dazu führte, dass die Ritter eine ausführliche Bitte gleicher Art auf dem Treysaer Landtag 1576 erneut formulierten. So hatten „leichtfertige lose Buben“ adelige Frauen auf unehrenhafte Art gegen den Willen ihrer Familie geheiratete. Diese den adeligen Namen ihrer Familie beschmutzenden Fräulein forderten nun ihren Erbteil an den Rittergütern und ihrer Abfindung aus den Stiften Wetter und Kaufungen. Der Landgraf sollte dies Dreistigkeit nach dem Willen der Ritterschaft unterbinden.
Aus ideologischem Respekt vor der Ständeordnung gewährte der Landgraf das Anliegen der Ritterschaft. Allerdings zeigt sich, dass die Ritteradeligen wirtschaftlich und sozial völlig von der landgräflichen Gunst abhängig waren und die Landgrafen zuerst ihre eigenen Interessen verfolgten. So sollten in den hessischen Lehengütern der Ritter nur ehelich erzeugte Söhne nachfolgen können, während in den Allodialbesitzungen auch die legitimierten Kinder als vollwertige Erben zu berücksichtigen waren. Erbverträge in den Eigengütern der hessischen Ritteradeligen sollten nur dann gültig sein, wenn der Landgraf sie bestätigte. Durch ihren ökonomischen und sozialen Niedergang bedroht, begaben sich viele hessische Ritteradelige in den Militärdienst fremder Herren. Als dieser Umstand die Neutralitätspolitik Philipps des Großmütigen bedrohte, kündigte der Landgraf an, die betreffenden Adeligen im Fall eines Konflikts strafrechtlich zu belangen. Heimgefallen Lehen verliehen die Landgrafen nicht erneut, sondern gliederten diese ihren Kammergütern ein.
Die Matrikel der Althessischen Ritterschaft – gemeint ist hier die altrechtliche Stiftung Althessische Ritterschaft, nicht alle landsässigen hessischen Rittergeschlechter – wurde ab 1632 geführt. Zuvor waren die Mitglieder der ritterschaftlichen Familien gewohnheitsmäßig auch zu den Hessischen Landständen zugelassen („landstandsfähig“), ohne dazu persönlich über Landbesitz (ein Rittergut) verfügen zu müssen. Die Landstandschaft stand im Heiligen Römischen Reich des späten Mittelalters zumeist allen Adligen einer Region als Personalrecht zu, verwandelte sich später aber in ein Realrecht, das mit dem Besitz eines Ritterguts verbunden war und an ihm haftete; die Mitgliedschaft in der Althessischen Ritterschaft als Personalrecht der Angehörigen immatrikulierter Familien ist insofern ein Überrest und Rechtsdenkmal jener spätmittelalterlichen Tradition.
Ihre Fortexistenz hängt auch zusammen mit der im hessischen Adel – im Gegensatz zu anderen Regionen – oftmals üblich gebliebenen Realteilung des Grundbesitzes bei Erbgängen. Um der Zersplitterung der Rittergüter entgegenzuwirken, bat die hessische Ritterschaft Landgraf Philipp von Hessen, dass die Adeligen, welche sich „zu den Bürgern und Bauern bestatten“ keinen Anspruch auf ihr Erbteil an den adeligen Gütern haben sollten. Der Landgraf lehnte die Bitte der Ritterschaft ab. Es war übrigens keinem Bürger oder Bauer in Hessen untersagt, ein Rittergut zu erwerben, was dazu führte, dass dem Ritteradel zahlreiche Rittergüter verloren gingen. Die ritterschaftliche Qualität dieser Güter sicherte dem Käufer die Tafelfreiheit, daher die Befreiung von Akzise und Lizenz. 1796 wurde die Teilung und der Verkauf von Rittergütern in Hessen unter den Vorbehalt landgräflicher Genehmigung gestellt. 1805 wurde die Bestimmung des Allgemeine Preußische Landrechts nach Hessen übernommen, dass Bürger und Bauern keine adeligen Lehen mehr erwerben durften.
Landgraf Wilhelm erteilte seinem Sohn Moritz von Hessen-Kassel den Rat, keine Ritteradeligen mehr in den Verwaltungsdienst aufzunehmen, da diese zu wenig leisten und zu viel fordern. Um 1760 zählten nach Heinrich Berghaus’ unvollständiger Auflistung zur hessischen Ritterschaft unter anderem (in Klammern die Zahl der landtagsfähigen Güter, falls mehr als eines):
- Baumbach (11)
- Berlepsch, Erbkämmerer von Hessen (5)
- Biedenfeld
- Bischoffshausen (2)
- Bodenhausen
- Boyneburg, z. T. auch Hohenstein genannt (8)
- Brink
- Buseck, auch Münch genannt
- Buttlar (5)
- Calenberg (2)
- Capella
- Cornberg
- Dalwigk (4)
- Diede zum Fürstenstein (5)
- Dornbach (3)
- Donop
- Döring (2)
- Dörnberg, Erbküchenmeister von Hessen (2)
- Drach (2)
- Eschwege (2)
- Fleckenbühl genannt Bürgel
- Gall
- Gilsa (4)
- Habell
- Hertingshausen
- Heydwolff
- Horn
- Hottenbach
- Hundelshausen (3)
- Keudell (3)
- Knoblauch
- Lindau
- Löwenfeld
- Löwenstein (4)
- Lütter
- Malsburg (7)
- Meysenbug (4)
- Milchling (3)
- Münch
- Nagel
- Pappenheim (2)
- Pretlack
- Radenhausen
- Rau zu Holzhausen (2)
- Riedesel zu Eisenbach, Erbmarschälle von Hessen (>2)
- Roding
- Romrod (3)
- Rothsman
- Scheffer
- Schachten
- Scholetz
- Schenk zu Schweinsberg, Erbschenken von Hessen (>2)
- Schwertzell
- Seebach
- Sayboltsdorf
- Spiegel (3)
- Stein-Liebenstein
- Stockhausen
- Treusch von Buttlar (6)
- Trohe
- Trott zu Solz (4)
- Urff
- Verschuer (2)
- Vultée (3)
- Vrede
- Wambolt von Umstadt
- Weitershausen
- Winter
- Wolff von Gudenberg
- Wallenstein
- Worm

Dabei ist noch ungeklärt, ob die Nennung eines ritterschaftlichen Geschlechts durch Heinrich Berghaus zugleich dessen Mitgliedschaft in der altrechtlichen Stiftung Althessische Ritterschaft belegt.
Bereits erloschen waren vor 1760 die
- Falkenberg †
- Grifte †
- Hebel †
- Holzsadel †, von 1483 bis 1520 Erbküchenmeister von Hessen
- Leimbach †
- Röhrenfurth †, bis 1432 Erbmarschälle von Hessen
- Schrendeisen †

Die Kurhessische Verfassung von 1831 sah vor, dass die Althessische Ritterschaft und das Stift Kaufungen jeweils einen Abgeordneten in die Kurhessische Ständeversammlung entsenden durften. Abgeordneter war in den Jahren 1830–1832 und 1838–1848 der Obervorsteher des Stiftes Kaufungen, Friedrich Heinrich Ludwig Wilhelm von Trott zu Solz.

## Stiftung

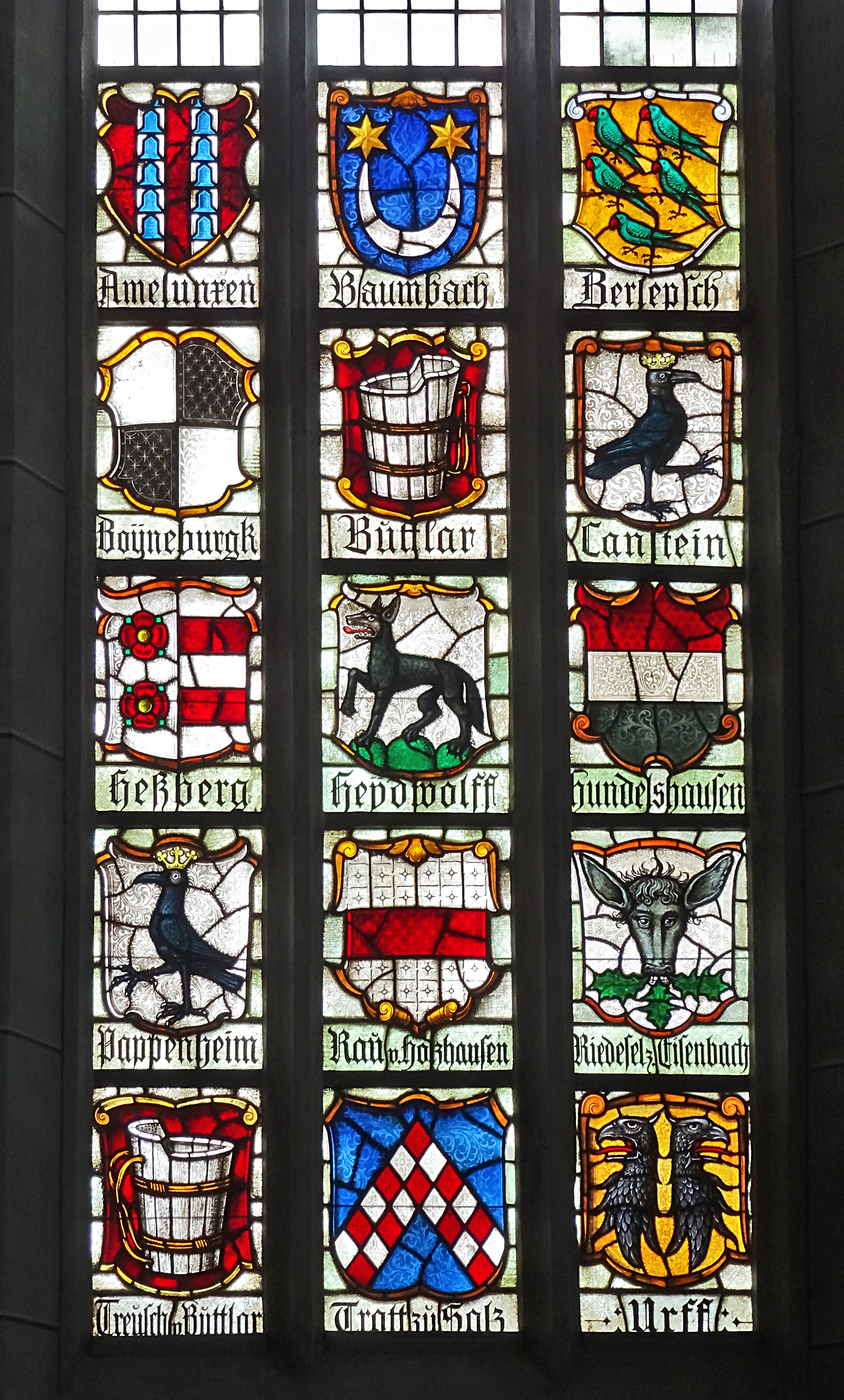
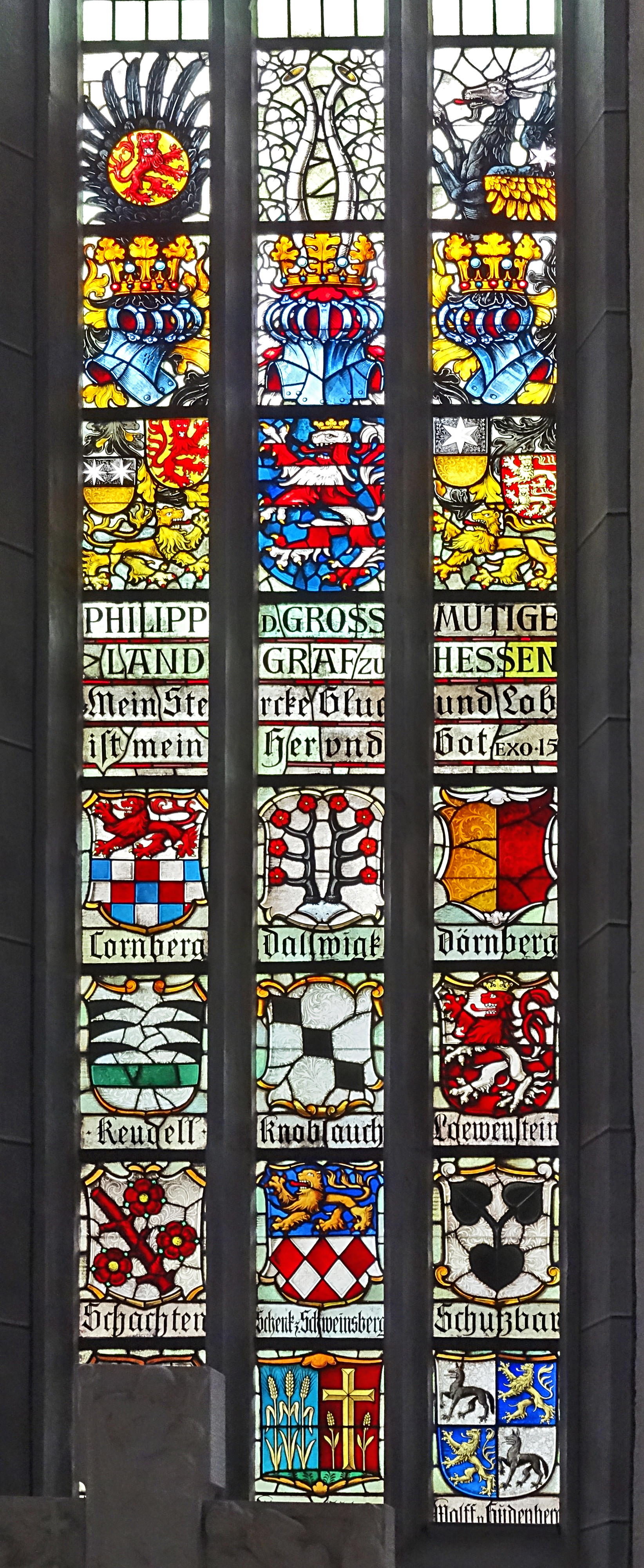
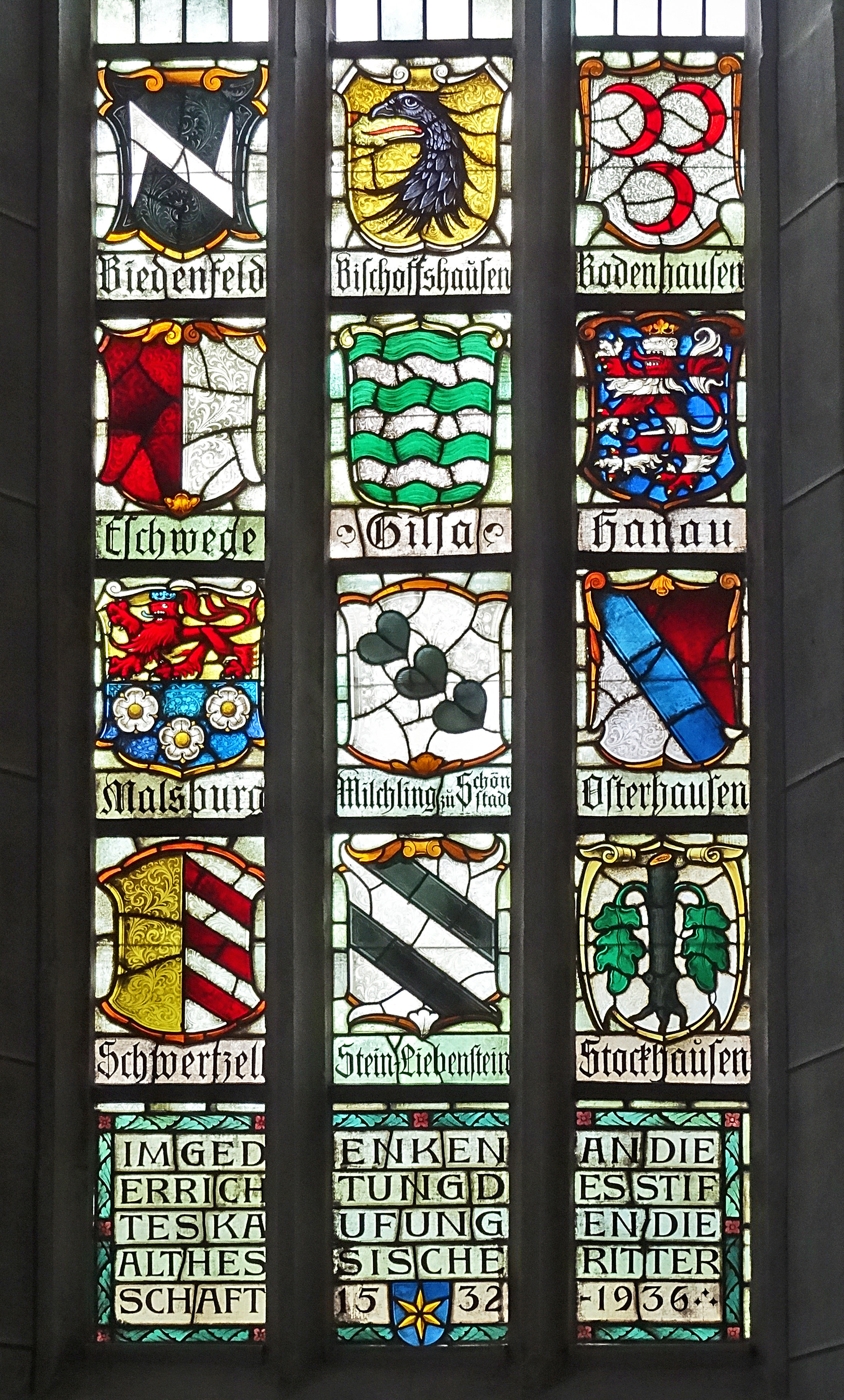

Der jeweilige Erbmarschall von Hessen aus der Familie der Freiherren Riedesel zu Eisenbach stand nominell der Ritterschaft vor. Auch nach der Abschaffung der Vorrechte des Adels trägt der Vorsitzende bis heute intern den Titel eines Erbmarschalls. Die Ritterschaftliche Stiftung wird satzungsgemäß von drei aus den Reihen der Mitglieder bestimmten Obervorstehern geführt. Der Stiftungssitz befindet sich im früheren Kloster Kaufungen bei Kassel.
Die Stiftungsaufsicht liegt beim Regierungspräsidium Kassel, das die Stiftung heute als Ritterschaftliches Stift Kaufungen führt.
Heutiger Stiftungszweck ist es, gemeinnützige und mildtätige Zwecke zu verfolgen, indem das Stift Ehesteuern an bedürftige Witwen und Kinder aus Familien der Althessischen Ritterschaft sowie Beihilfen an sonstige bedürftige, im heutigen Land Hessen wohnhafte Personen, außerdem Spenden an anerkannte wohltätige Anstalten und Verbände im Land Hessen gewährt. Gemeinnützige Zwecke werden weiterhin dadurch verfolgt, dass die unter Denkmalschutz stehenden Stiftsgebäude gemäß den Anforderungen des staatlichen Denkmalschutzes erhalten werden und das im Stift Kaufungen befindliche Archiv unterhalten und für die Forschung nutzbar gemacht wird. Ferner werden die Gemeinde Kaufungen und die umliegenden Gemeinden unterstützt. Kirchliche Zwecke werden u. a. dadurch verfolgt, dass das Stift Eigentümer der Stiftskirche in Oberkaufungen ist.
Während die Mitglieder der Althessischen Ritterschaft bis 1873 dem heute noch von der evangelischen Althessischen Kirche vertretenen Bekenntnis ungeänderter Augsburgischer Konfession anhingen, besteht heute zwischen diesen beiden Organisationen keine Verbindung mehr.
Fenster mit den Wappen der ritterschaftlichen Geschlechter in der Stiftskirche Kaufungen

### Stift Wallenstein
Im Jahr 1992 wurde das ehemals selbständige und in Fulda ansässige Stift Wallenstein mit der Althessischen Ritterschaft verschmolzen. Gräfin Maria Amalia von Schlitz genannt von Görtz, geborene von Wallenstein, hatte als Letzte der hessischen, ursprünglich auf der Burg Wallenstein im Knüll ansässigen Wallensteins 1759 in ihrem Testament diese Versorgungseinrichtung für gräfliche und adlige Frauen protestantischen Glaubens in Homberg (Efze) gestiftet, und Kaiser Franz I. hatte diese bestätigt. Das Stift wurde als Folge des sogenannten Dörnbergschen Aufstandes von 1807 im Jahr 1832 nach Fulda verlegt.

## Mitglieder
Die heutigen Mitglieder der Althessischen Ritterschaft entstammen den unten aufgeführten Familien. Familien, die ab dem 20. Jahrhundert in Hessen im Mannesstamm erloschen sind, führen als Kennzeichnung ein †. Weitere landsässige, ritterschaftliche Familien, welche bereits vor der Stiftsübergabe erloschen waren, sind mit • gekennzeichnet. Dieser Teil der Auflistung ist sehr lückenhaft.

### Frühere Träger hessischer Hofämter

Riedesel Freiherren zu Eisenbach, Erbmarschälle von Hessen (Amtsinhaber ab 1432); der jeweilige Erbmarschall steht nominell der Ritterschaft vor. Die von Röhrenfurth• gingen den Riedesel im Amt voraus.
Freiherren Schenck zu Schweinsberg, Erbschenken von Hessen (Amtsinhaber ab 1369)
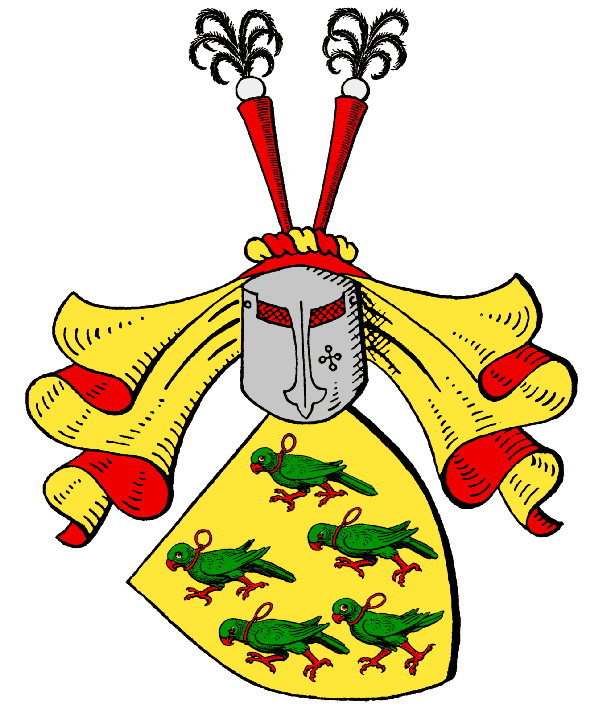
Grafen und Freiherren von Berlepsch, Erbkämmerer von Hessen (Amtsinhaber ab 1369)
Reichsfreiherren von Dörnberg, Erbküchenmeister (Erbhofmeister) von Hessen (Amtsinhaber ab 1732). Die Holzsadel von Nassenerfurth hatten von 1483 bis 1520 das Erbküchenmeisteramt inne.

### Alphabetisch

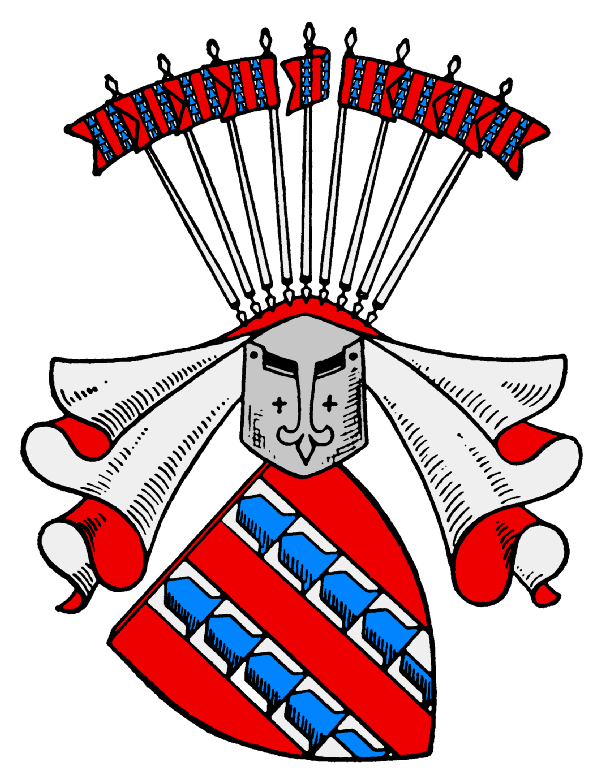
Freiherren und Herren von Amelunxen
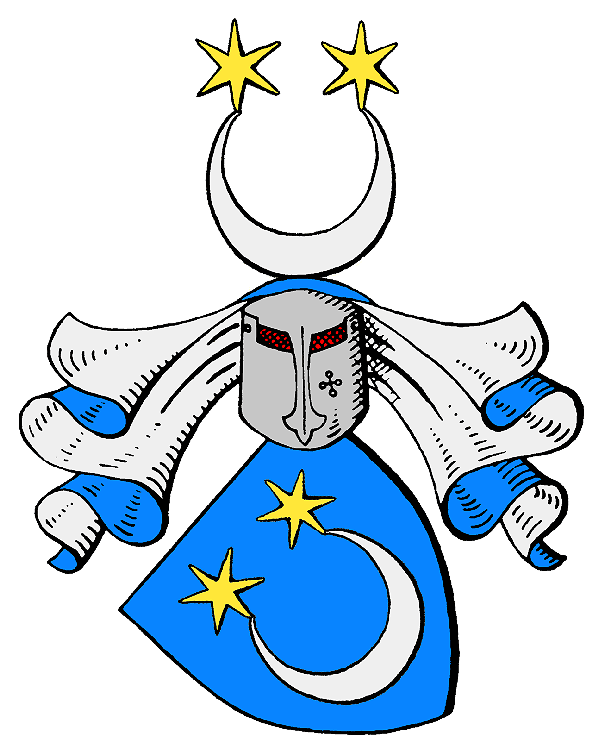
Herren von Baumbach
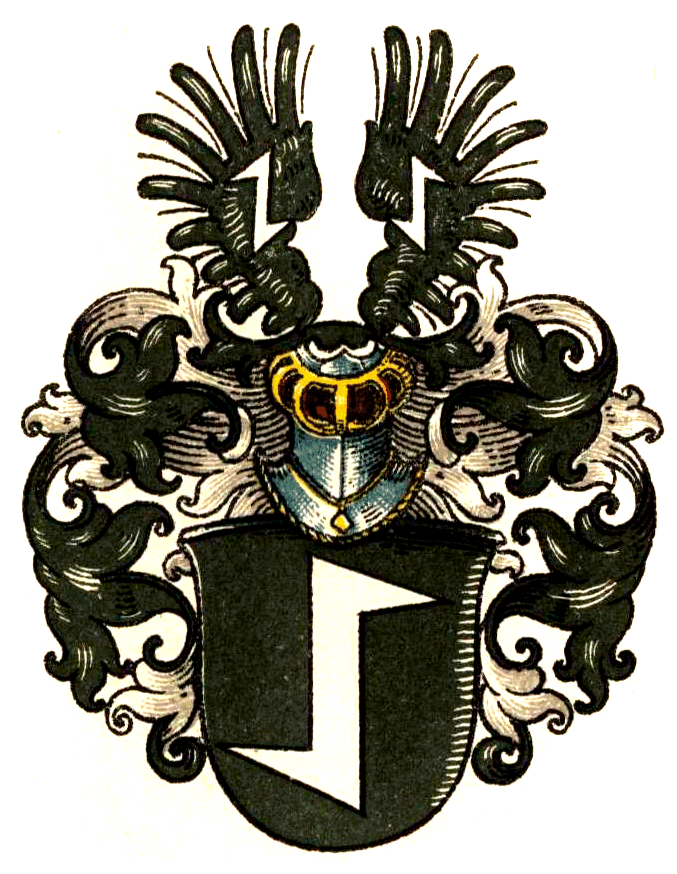
Herren von Biedenfeld
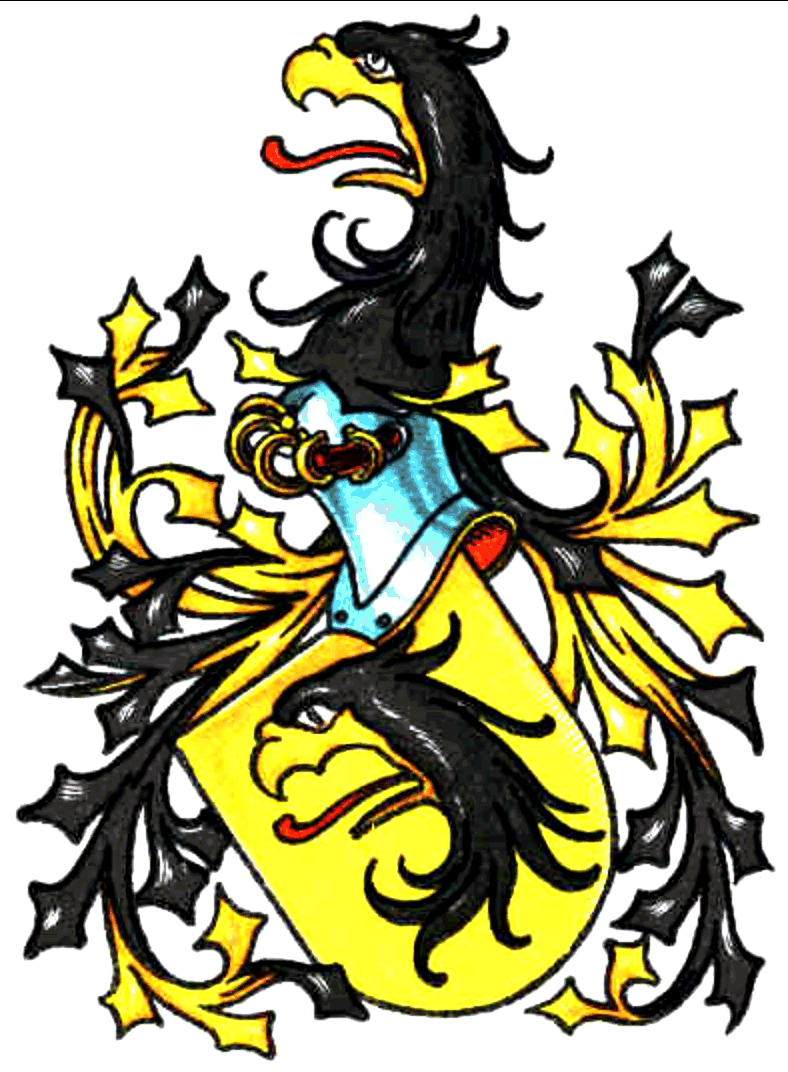
Freiherren und Herren von Bischoffshausen
Freiherren von Bodenhausen
Herren von Boyneburg, Stamm A
Herren von Boyneburg, Stamm B
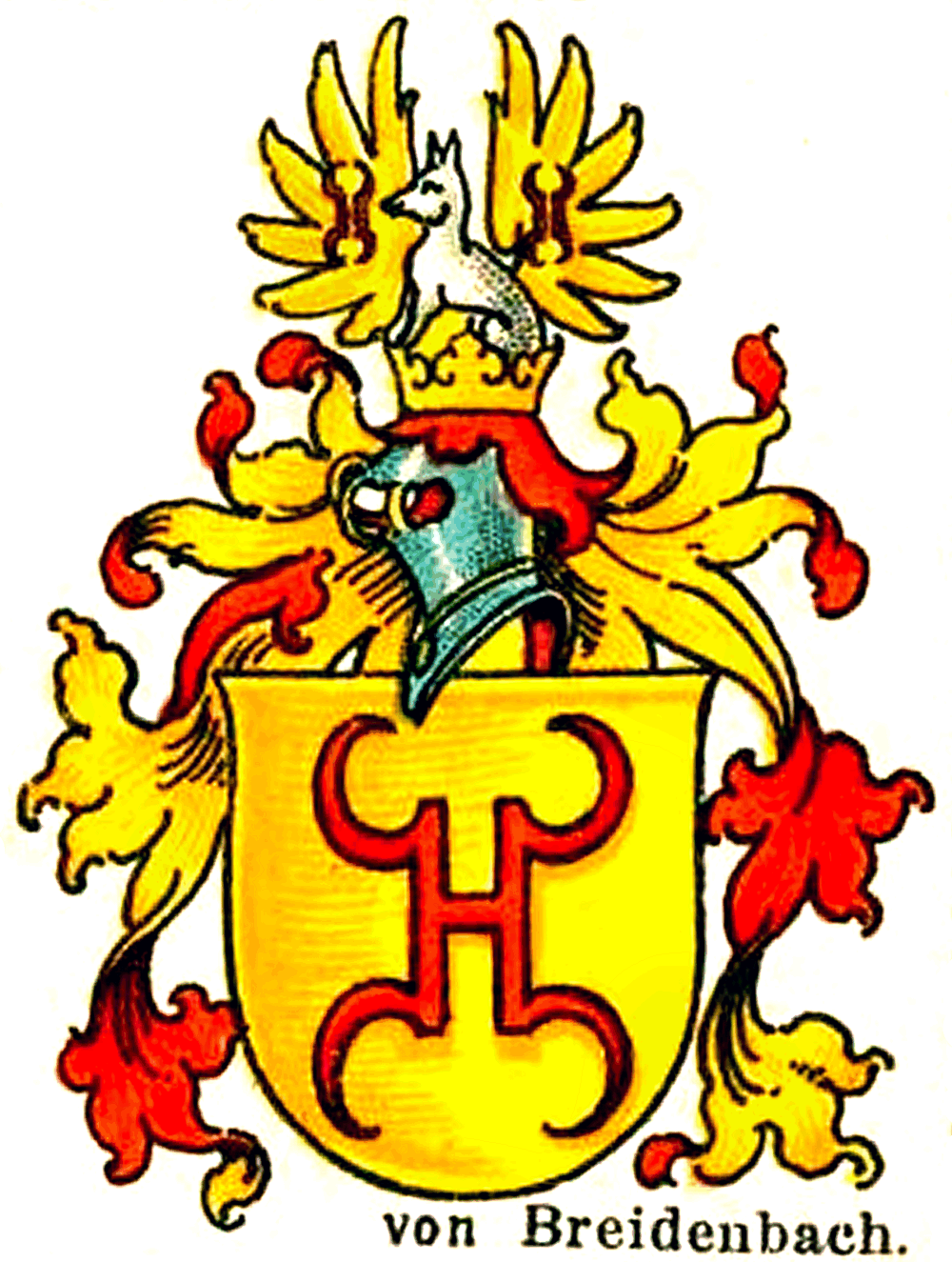
Freiherren Breidenbach zu Breidenstein (zeitweise beim früheren Südstift (Hessen-Darmstadt))
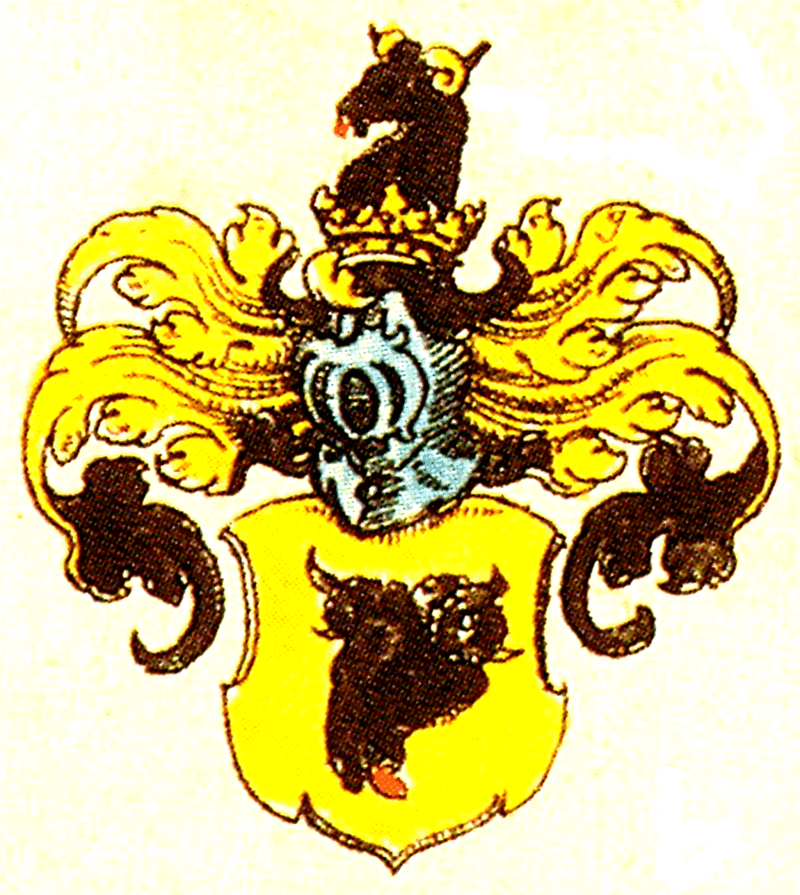
Freiherren von Buseck (zeitweise beim früheren Südstift (Hessen-Darmstadt))
Freiherren und Herren von Buttlar, siehe auch unten: Treusch von Buttlar-Brandenfels
Freiherren von Canstein die hessische Linie der Familie ist †
Freiherren von Cornberg †
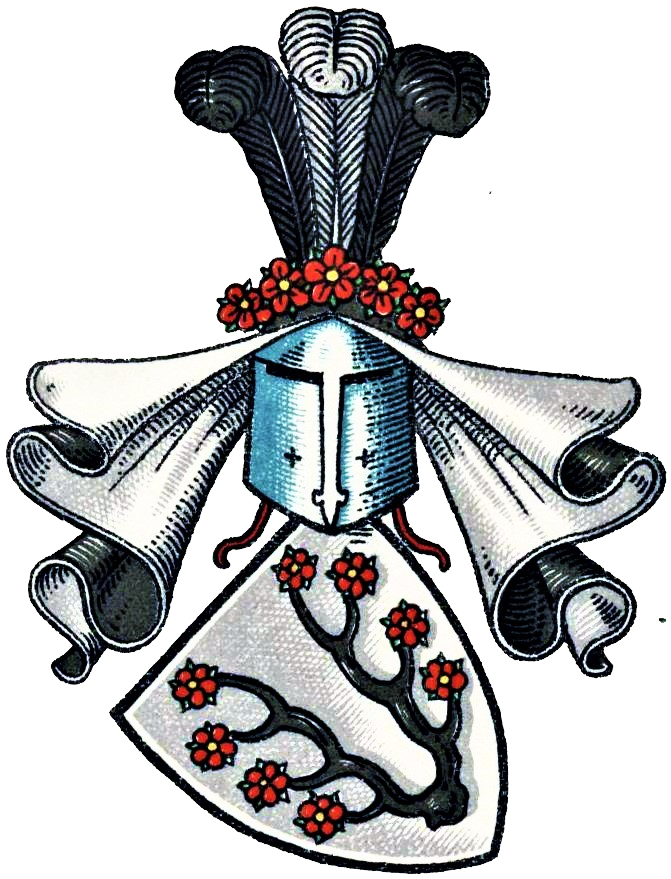
Freiherren von Dalwigk zu Lichtenfels
Herren von Eschwege
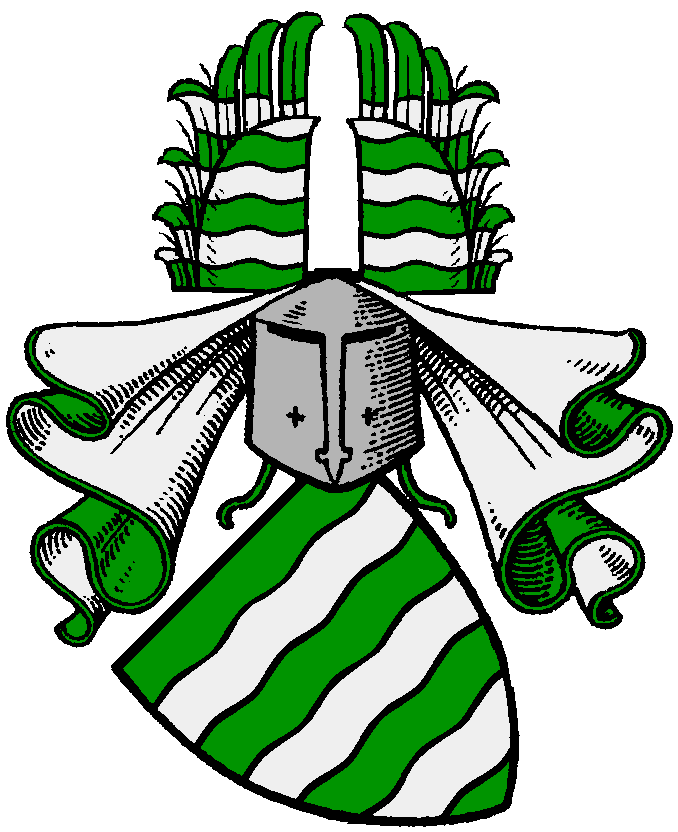
Freiherren und Herren von und zu Gilsa
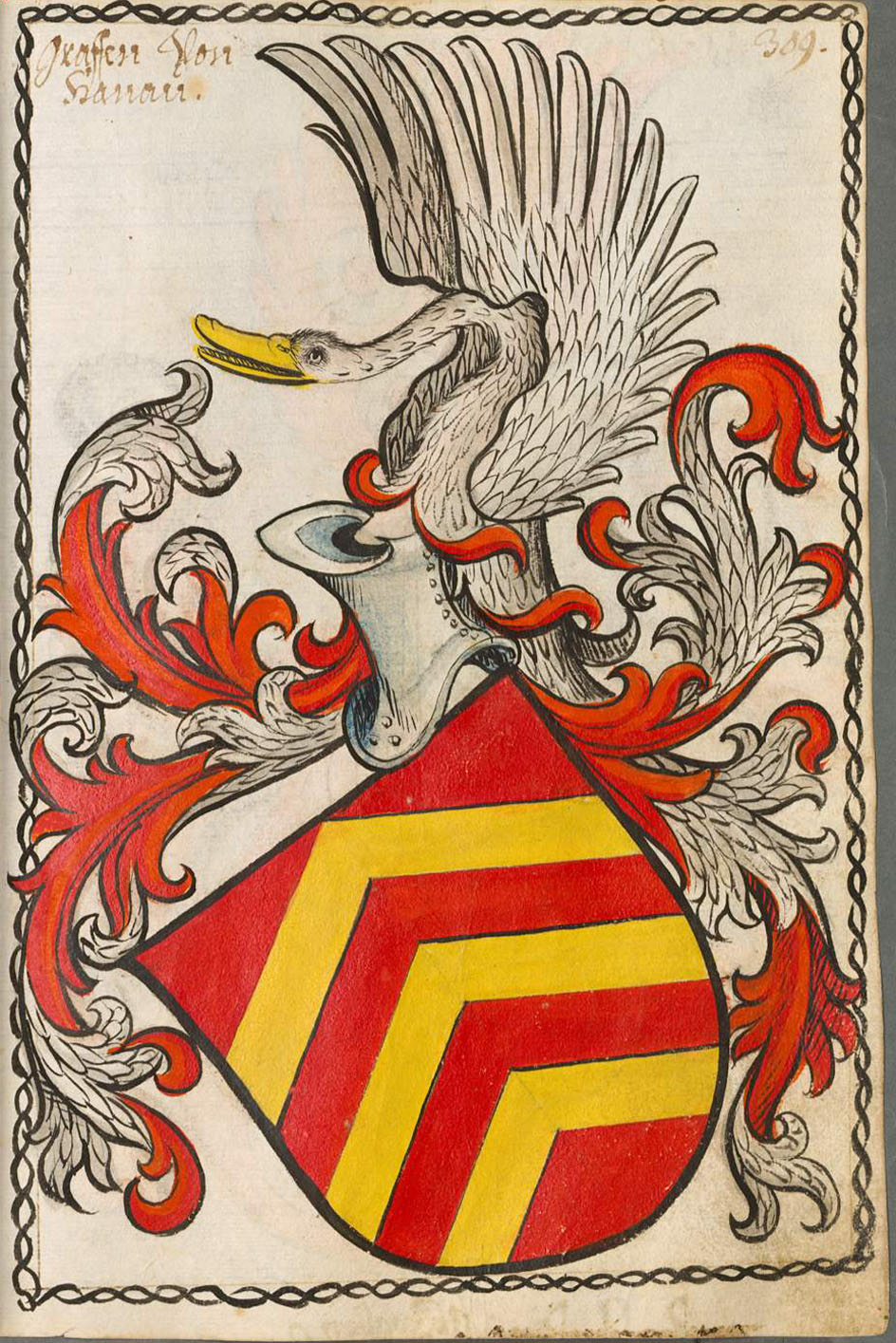
Fürsten von Hanau und zu Hořowice, Grafen von Schaumburg
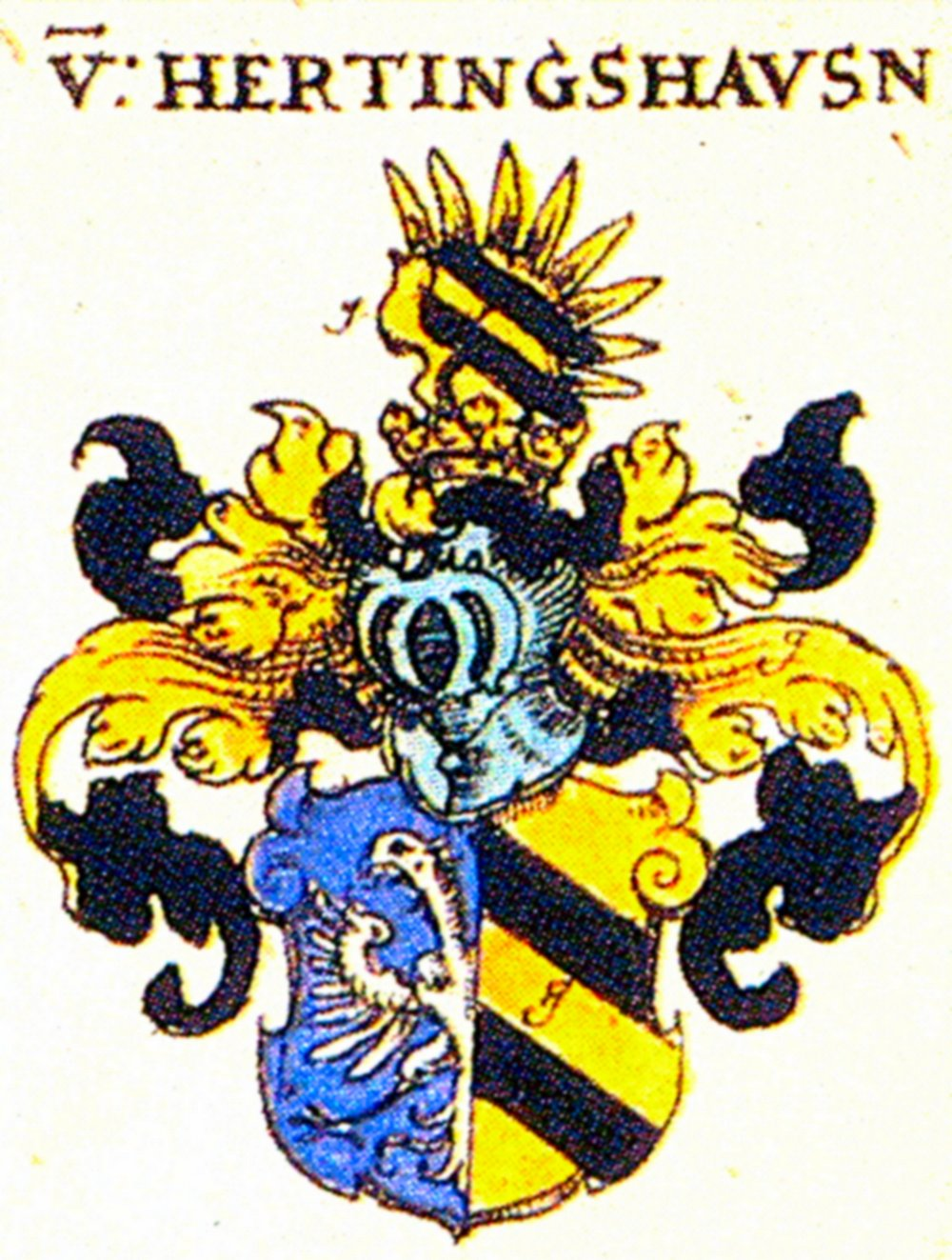
Herren von Hertingshausen
Herren von Heßberg
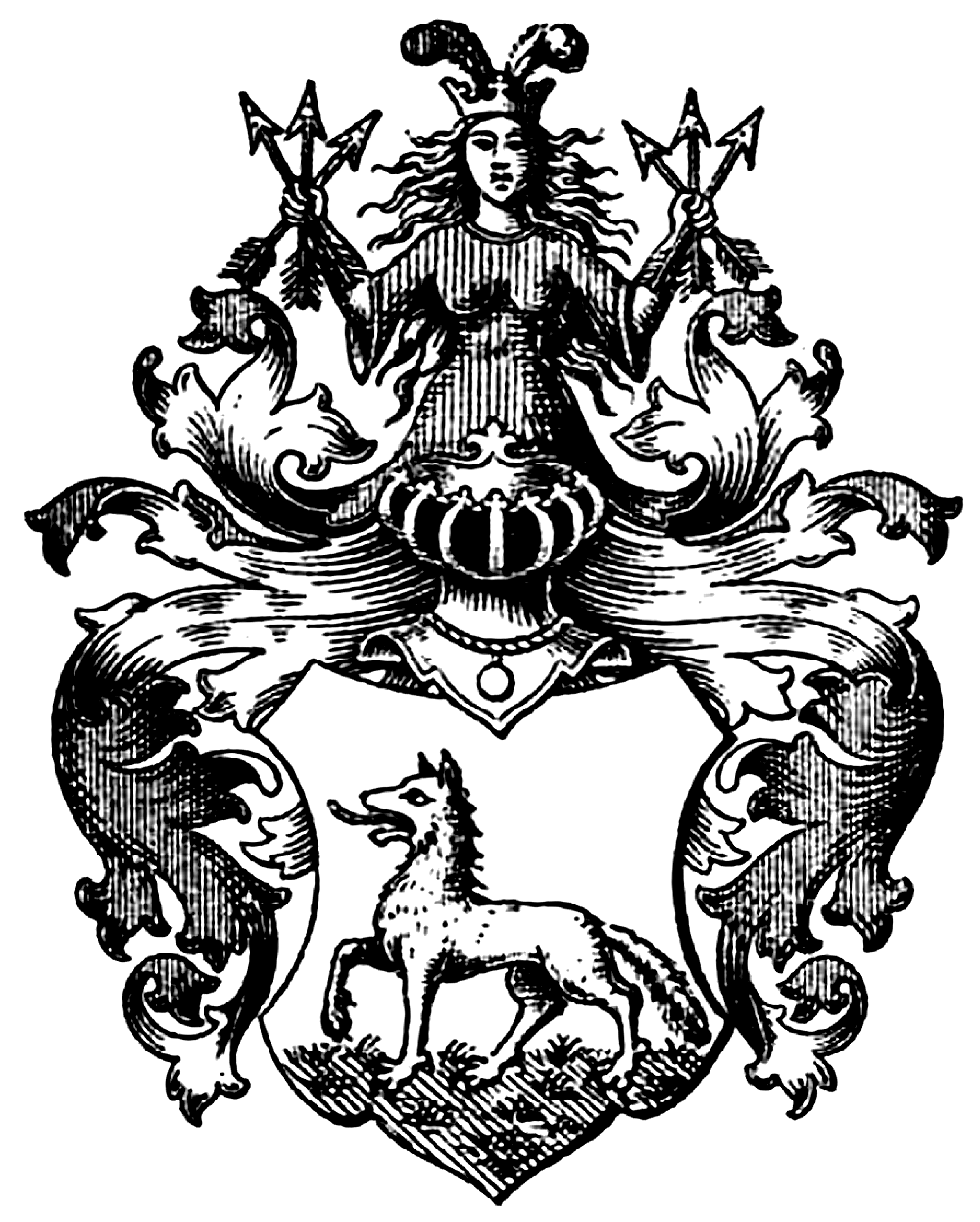
Herren von Heydwolff
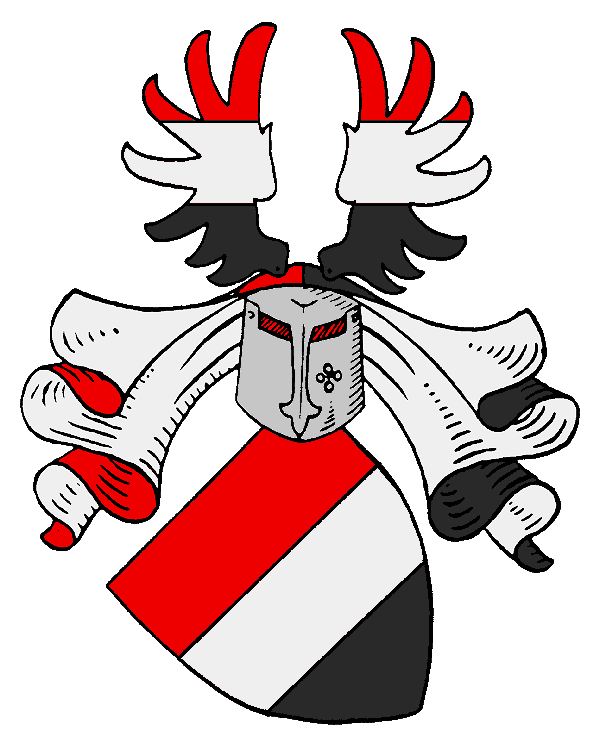
Herren von Hundelshausen
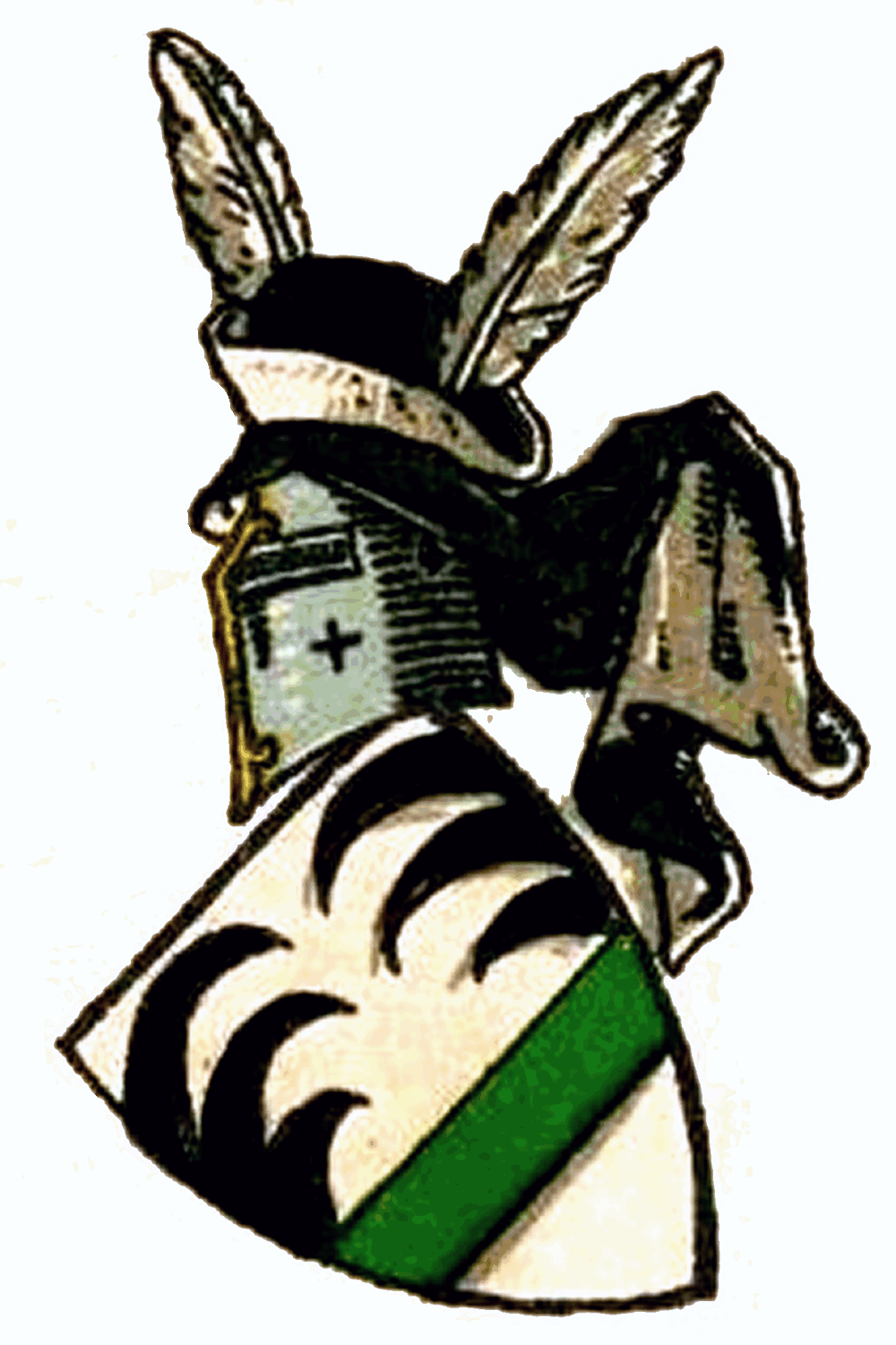
Herren von Keudell †
Herren von Knoblauch zu Hatzbach
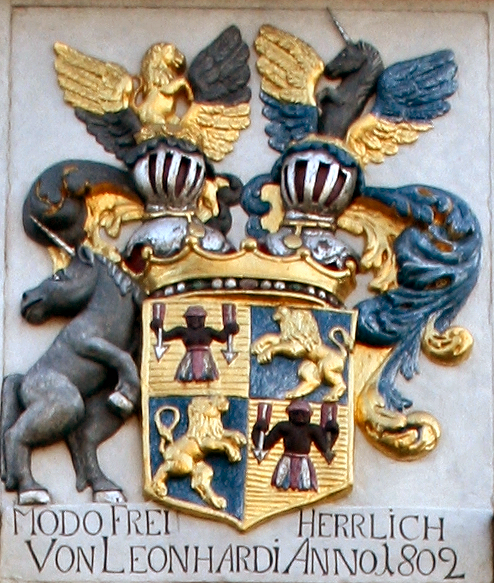
Freiherren von Leonhardi (zeitweise beim früheren Südstift (Hessen-Darmstadt))
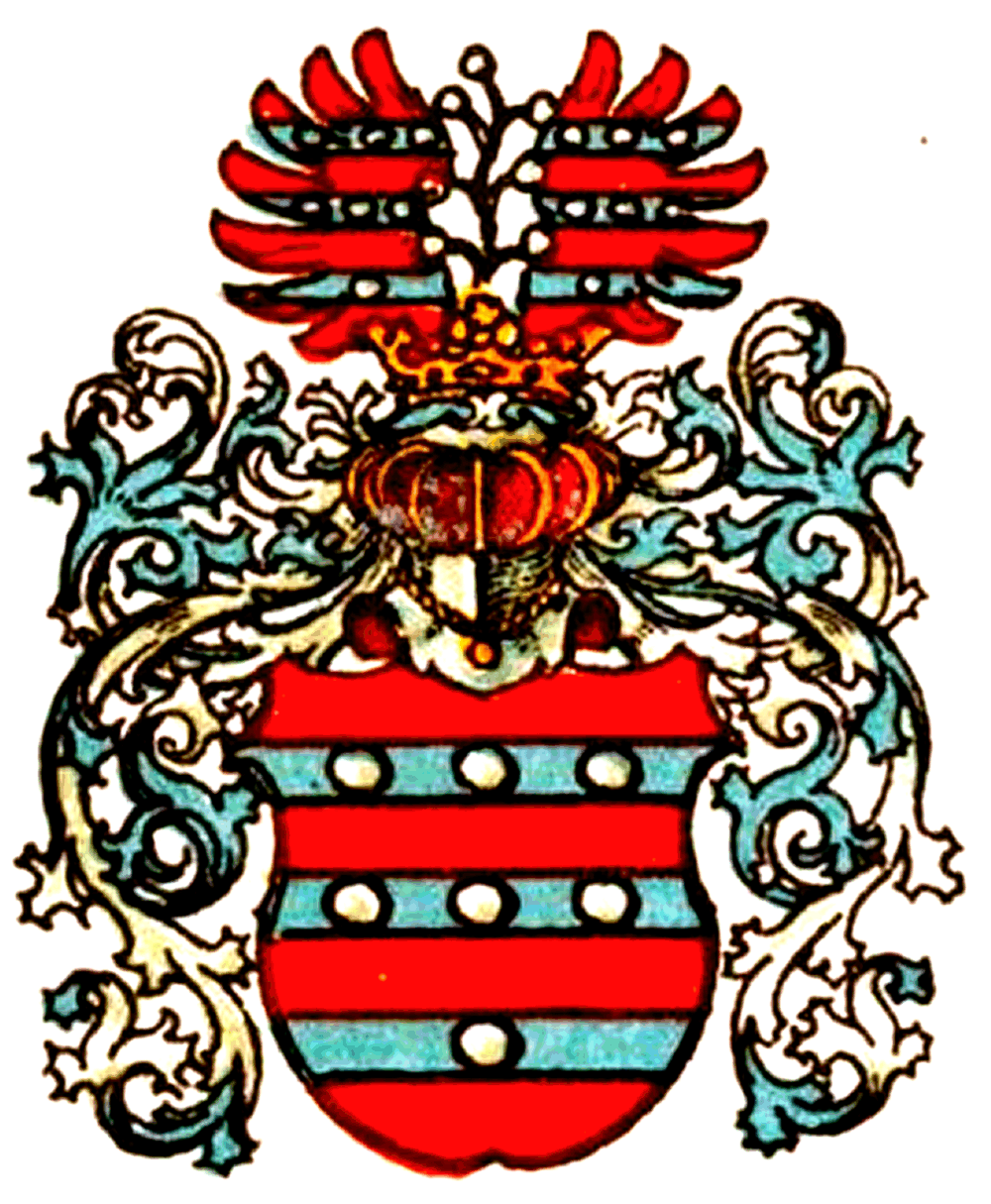
Freiherren und Herren von Linsingen
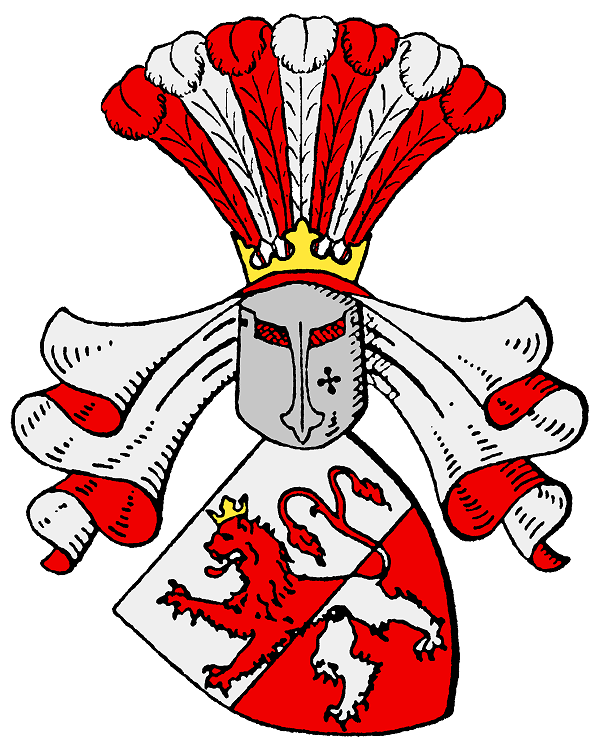
Herren von Löwenstein zu Löwenstein
Herren von der Malsburg
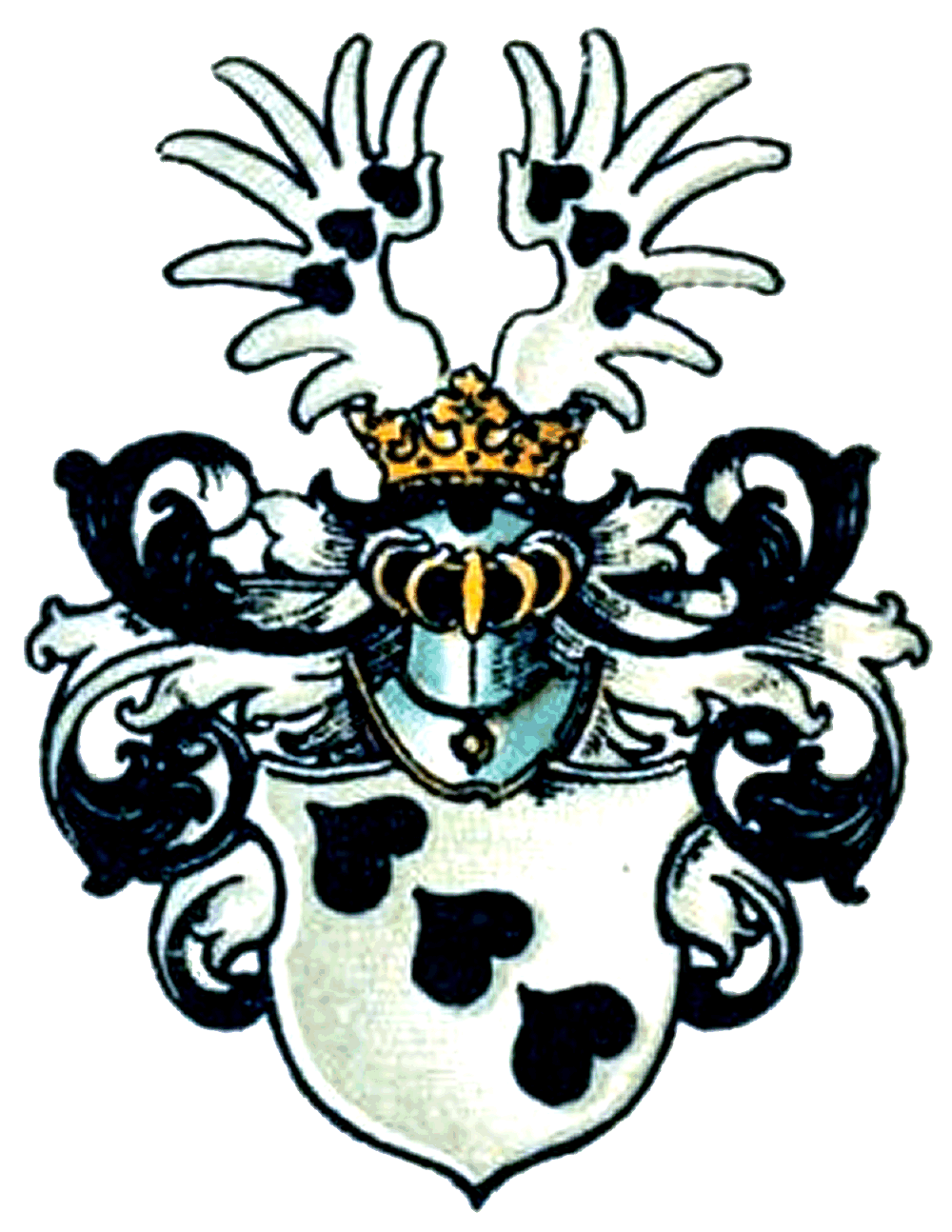
Herren Milchling von Schönstadt †
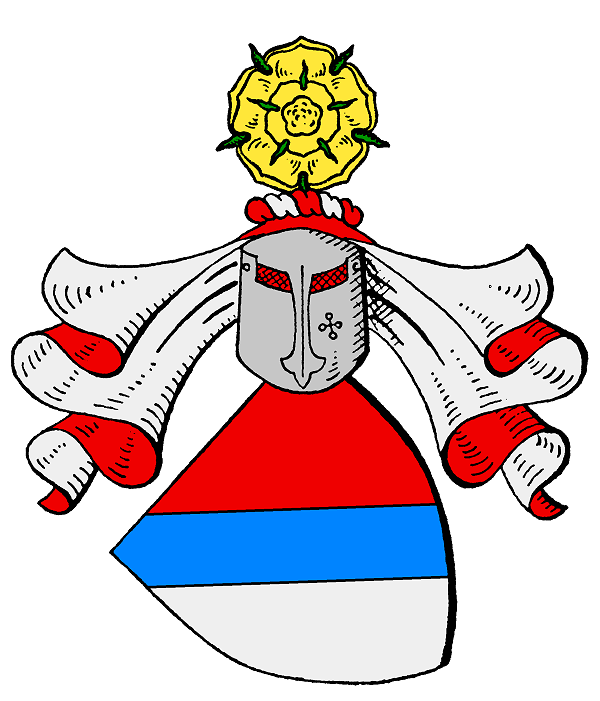
Herren von Osterhausen
Herren Rabe von Pappenheim
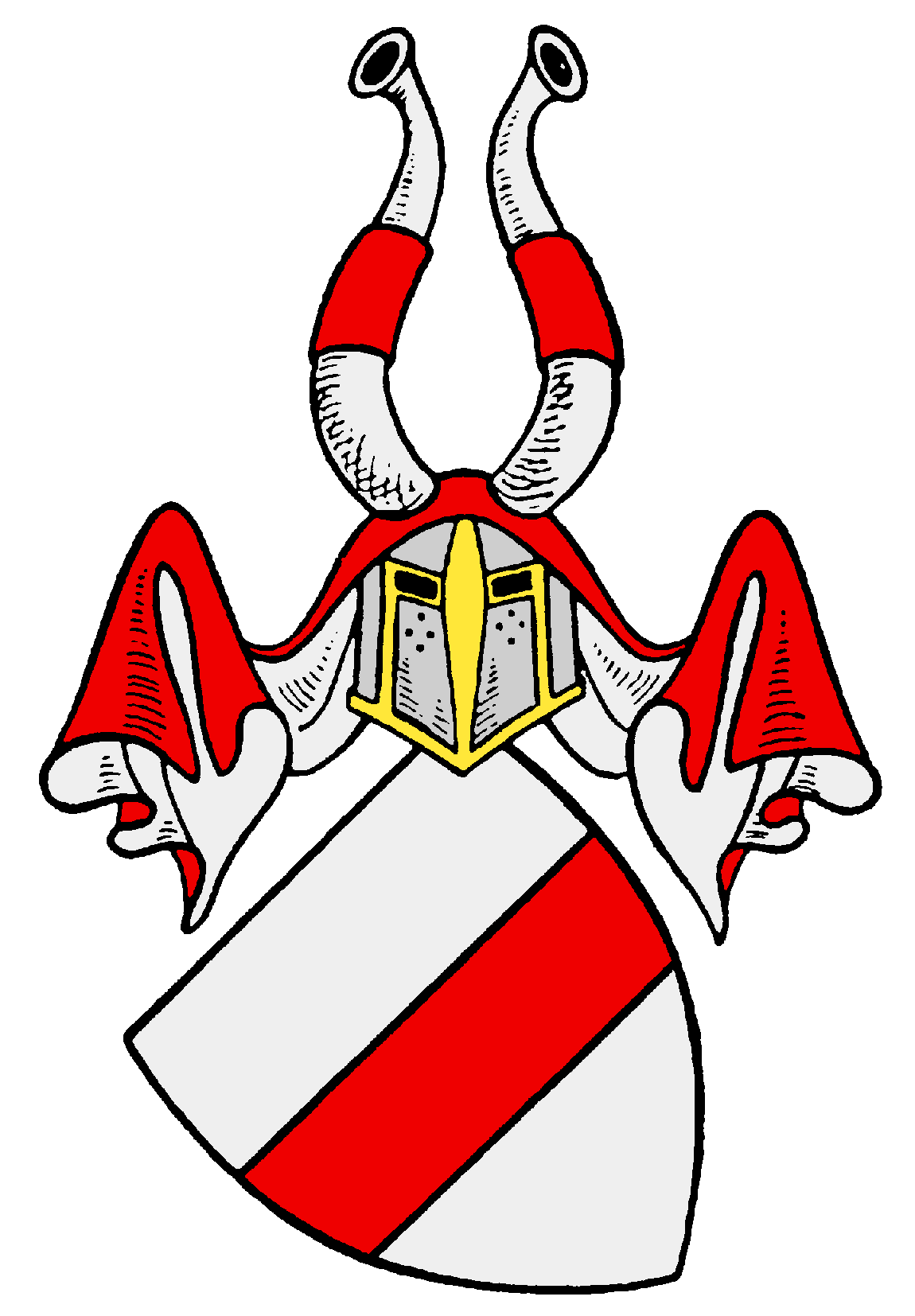
Rau von und zu Holzhausen und Nordeck †
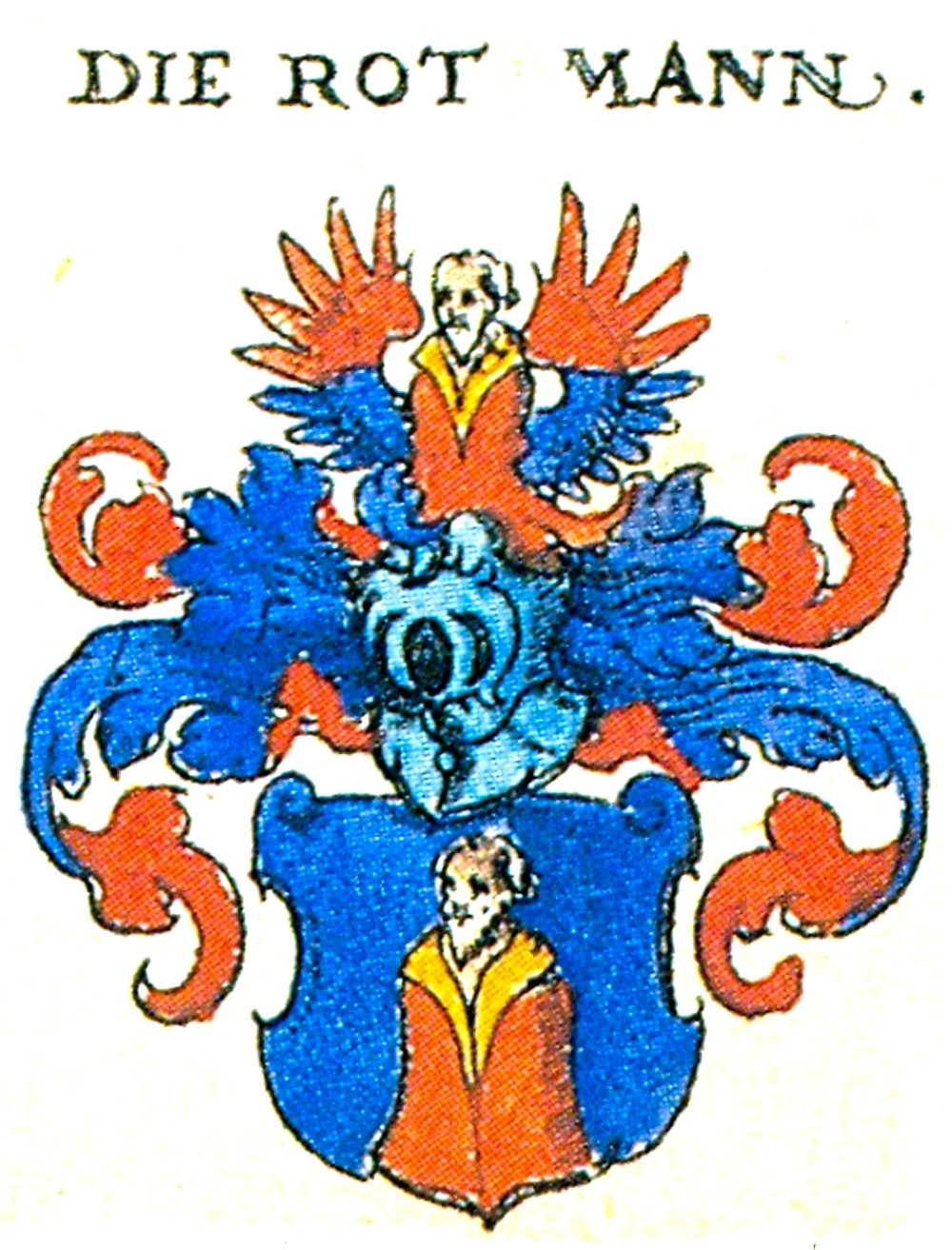
Freiherren von Rotsmann (zeitweise beim früheren Südstift (Hessen-Darmstadt))
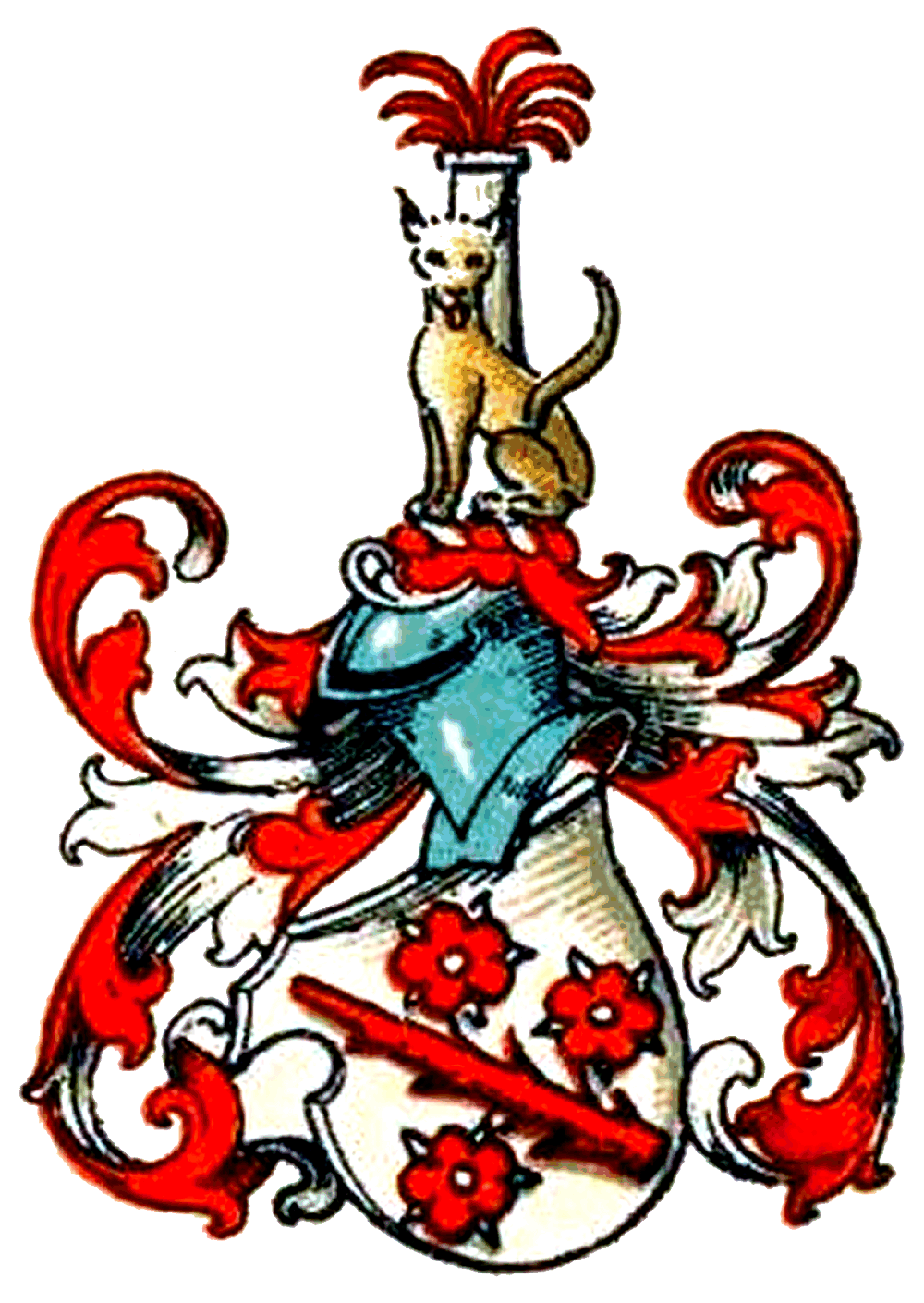
Herren von und zu Schachten †
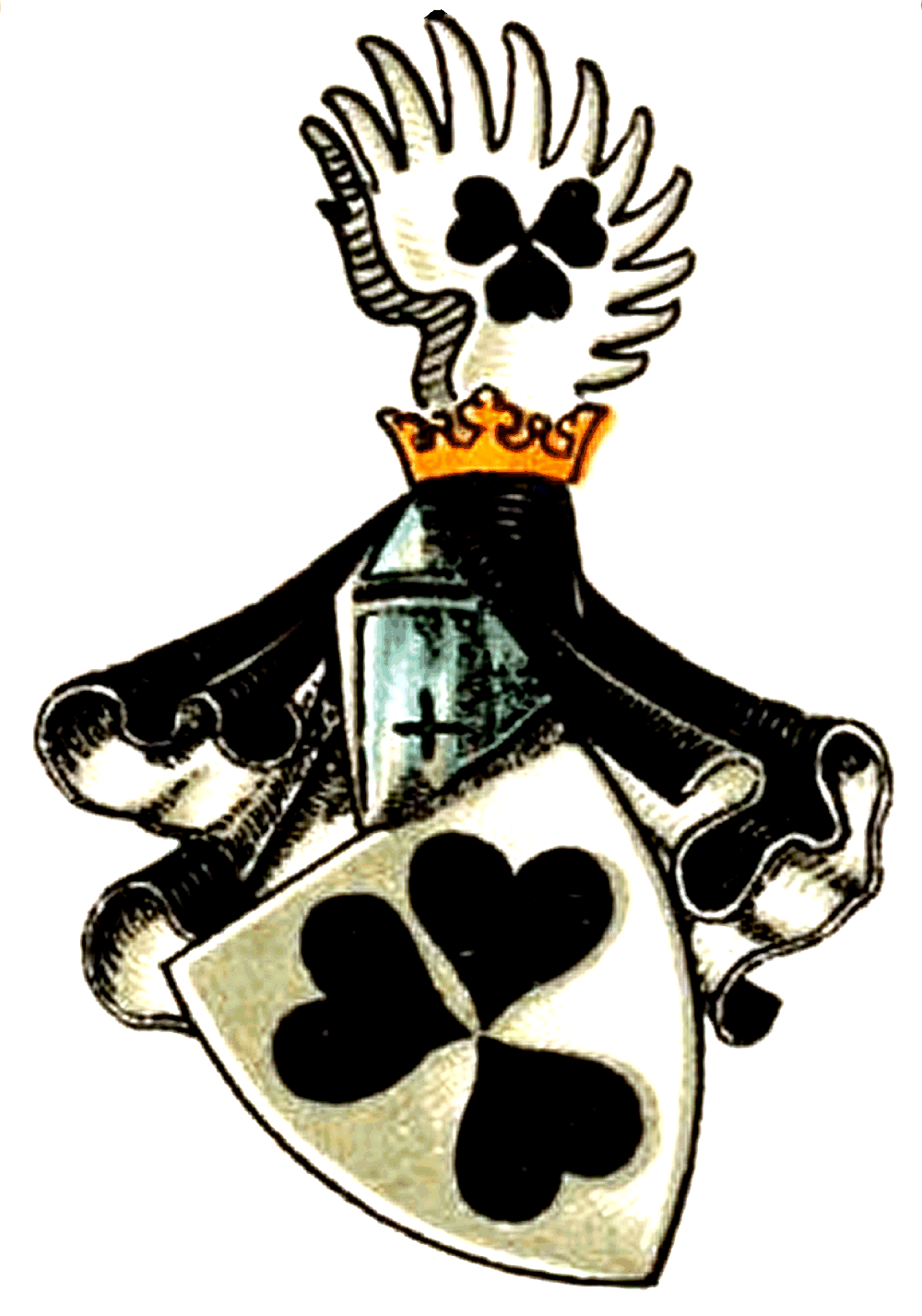
Herren von Schutzbar genannt Milchling
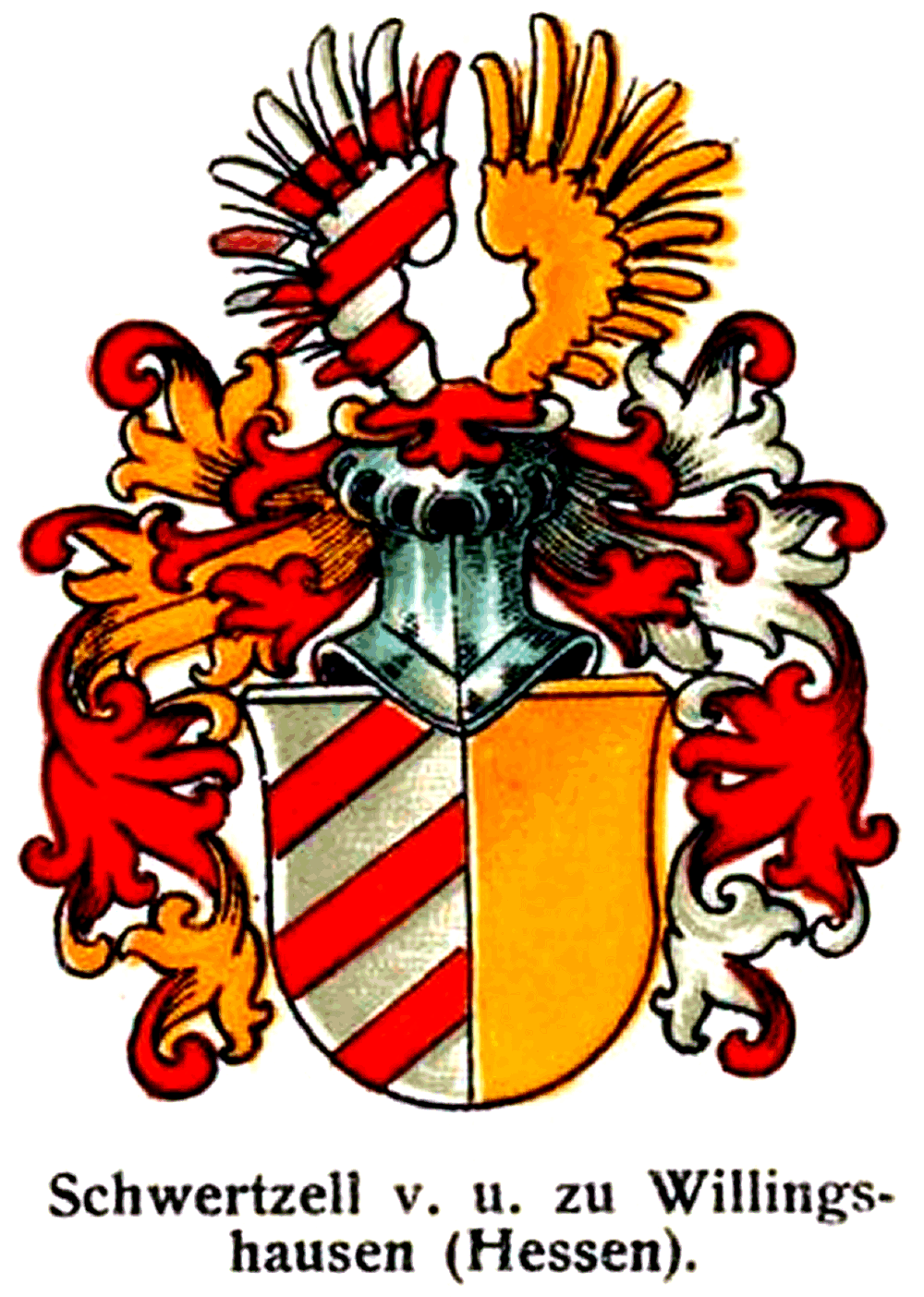
Herren von Schwertzell zu Willingshausen
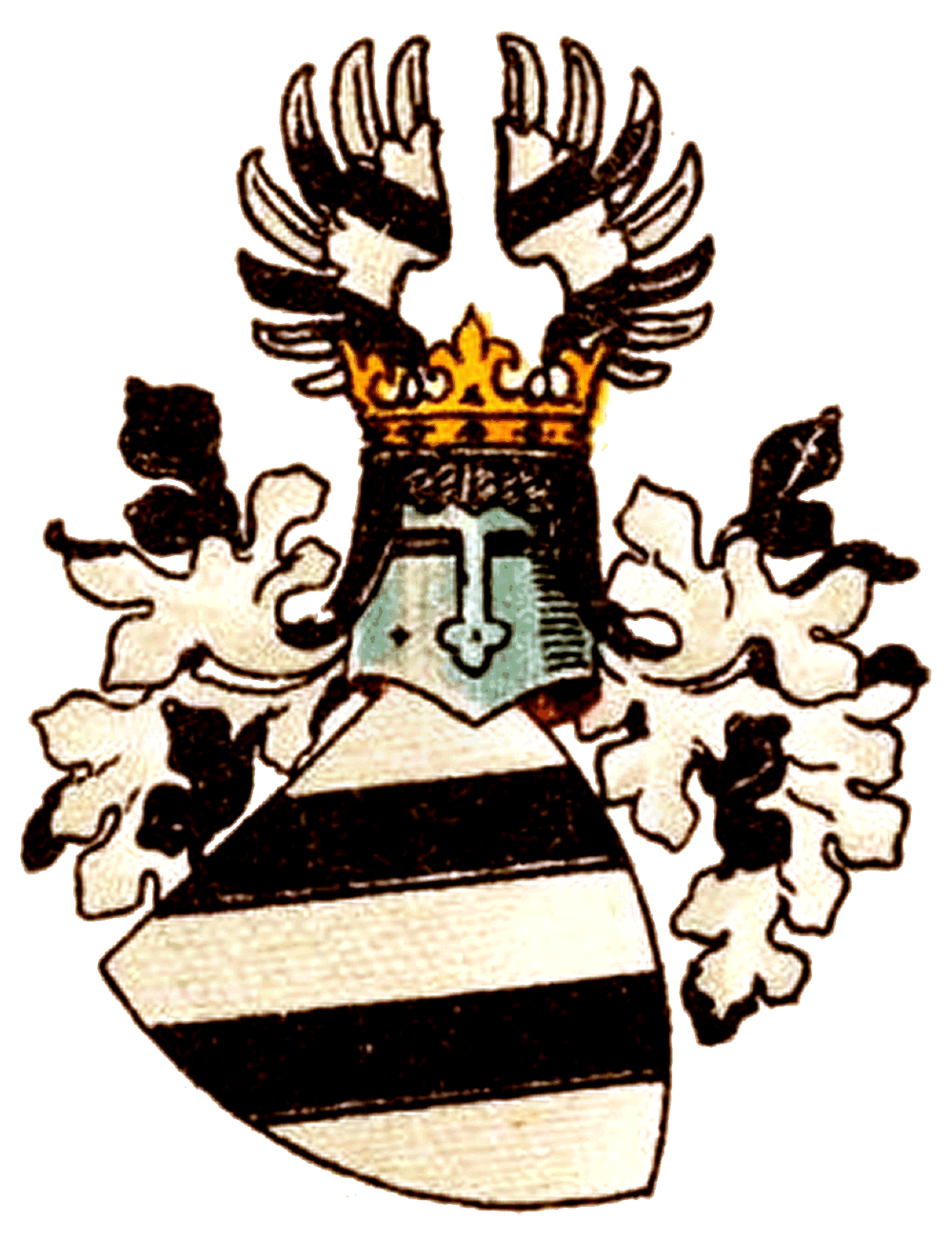
Freiherren von Stein-Liebenstein zu Barchfeld (Mitgliedschaft ruht nach sowjetischer Enteignung)
Herren von Stockhausen
Freiherren und Herren Treusch von Buttlar zu Brandenfels, siehe auch oben: Freiherren und Herren von Buttlar
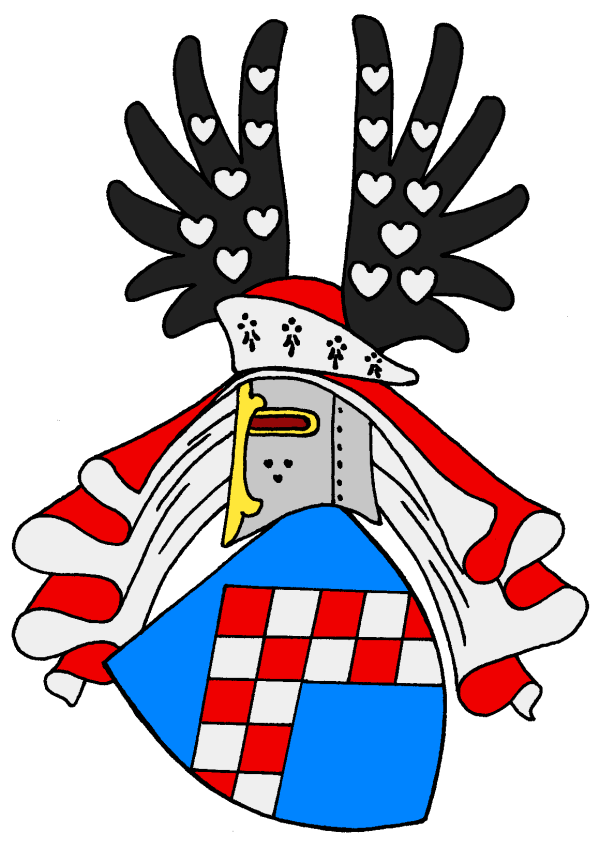
Herren von Trott zu Solz
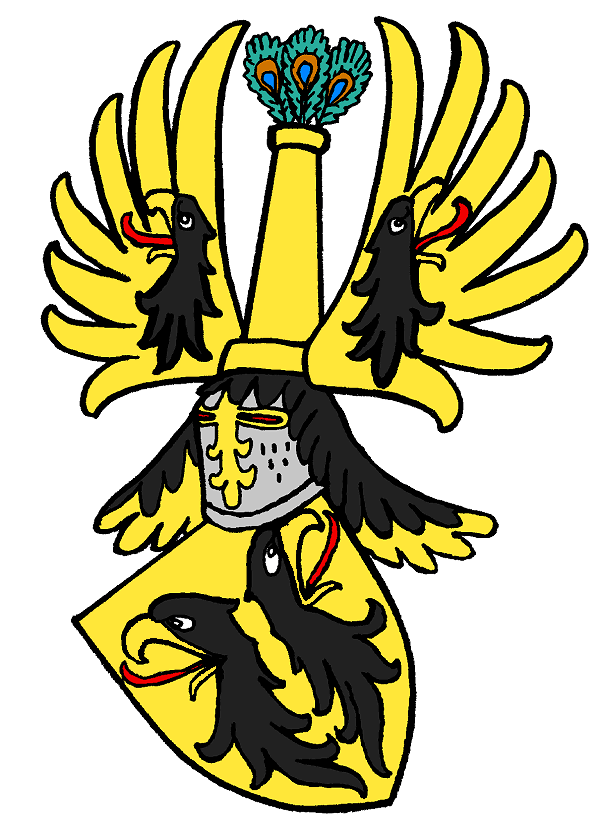
Herren von und zu Urff
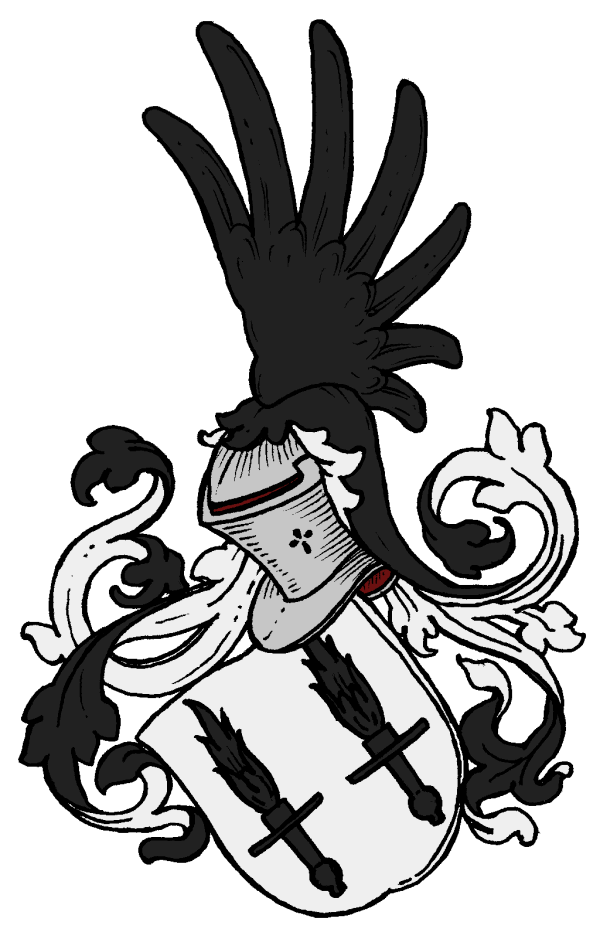
Freiherren von Verschuer
Freiherren Waitz von Eschen
Freiherren Wambolt von Umstadt (zeitweise beim früheren Südstift (Hessen-Darmstadt))
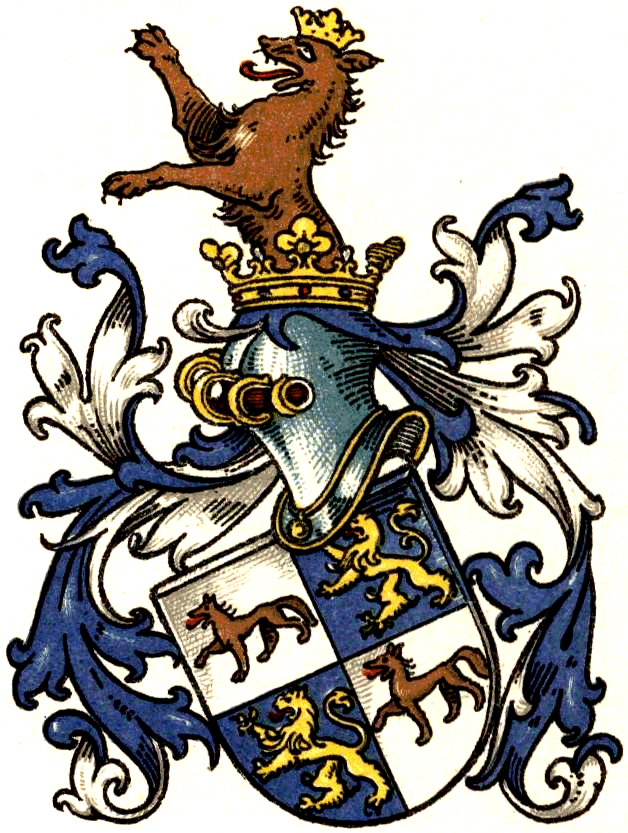
Freiherren Wolff von Gudenberg

- sowie seit dem 6. Dezember 1963 die Nachkommen des Harald Elsner von Gronow und der Friedericke von der Malsburg, unter der Namensführung Herren Elsner von der Malsburg

Vor der Stiftsübergabe erloschene ritterschaftliche Familien (Auswahl)
- Röhrenfurth•, bis 1432 Erbmarschälle von Hessen
- Holzsadel•, von 1483 bis 1520 Erbküchenmeister von Hessen
- Schrendeisen•